# Santa Ana (El Salvador)
Santa Ana es un distrito salvadoreño, el único que conforma la municipalidad de Santa Ana Centro; que cuenta con el título de ciudad, y que es cabecera del departamento homónimo y sede de la diócesis homónimos; al día de hoy es la ciudad principal de la zona occidental, y segunda ciudad en importancia de El Salvador, ubicada a 64 km de la capital de la república, San Salvador.
El distrito de Santa Ana tiene una población estimada de 250 760 habitantes, según el censo salvadoreño de 2024, siendo el segundo distrito más poblado de El Salvador, solo detrás del distrito de San Salvador, la capital del país. Para su administración se divide en 34 cantones y 312 caseríos, mientras que la cabecera distrito se divide en 12 barrios y varias colonias.
La localidad celebra sus fiestas patronales durante del 17 al 26 de julio, popularmente se le se conocen como «Fiestas Julias» y se celebran en homenaje a la Señora Santa Ana, patrona del departamento.
Aunque hay registros arqueológicos que datan del período preclásico, la ciudad fue fundada alrededor del siglo V o VI, por los mayas, para luego ser ocupada por los nahuas, los cuales le dieron el nombre de Sihuatehuacan. Fue conquistada por los españoles durante el siglo XVI, y posteriormente perteneció a la Alcaldía Mayor de San Salvador y luego a la Intendencia de San Salvador. Ha formado parte del Estado salvadoreño, tanto en su etapa federal, como independiente.
En 1894 tuvo lugar la Revolución de los 44, que propició el golpe de Estado contra el gobierno de Carlos Ezeta. Durante la época dorada del café, a principios del siglo XX, fue la ciudad más rica del país. Para el siglo XX, y en la década de los años 1980, Santa Ana se vio afectada por la guerra civil de El Salvador. Con la firma de los Acuerdos de Paz de Chapultepec en 1992 (que puso fin a 12 años de guerra) y con el inicio del tercer milenio, la localidad experimentó un aumento de la población urbana debido a la emigración de habitantes de las áreas rurales y una expansión urbana acelerada con la construcción de nuevas zonas residenciales.

## Elementos identitarios

### Toponimia, gentilicio y apelativos de la ciudad
El nombre precolombino de Santa Ana es "Cihuatehuacan" o "Sihuatehuacan", cuyo significado literal es ‘Lugar de sacerdotisas’. Proviene de los términos náhuat siwat (que significa ‘mujer’ o ‘mujeres’), tewa (apócope de tehuamatine, cuyo significado es ‘el que posee sabiduría’, que era el título de un sacerdote letrado que se encargaba de revelar la voluntad de los dioses) y can (sufijo locativo que significa ‘lugar’ o ‘donde’). Por otro lado, el término ciwa también podría ser un acortamiento de Cihuacóatl (que era el nombre de una deidad femenina que personificaba a la Tierra en su papel de madre y dadora de vida y que, por lo tanto, estaba relacionada con los partos) que podría haber sido la deidad patrona de la población; asimismo, el término cihua podría corresponder a un linaje o tribu, mientras que tehuacan podría corresponder a otro (siendo este último un linaje de origen nonoalca procedente del área de Veracruz). Al igual que el resto de poblaciones nahuas, Cihuatehuacán se encontraba dividido en varias subdivisiones llamadas calpullis (cada una de las cuales provendría de un linaje distinto que le da su respectivo nombre), de los cuales uno sería el principal que le daría nombre a la población; tal calpulli principal podría haber surgido de la unión de 2 linajes (cihua y tehuacan) o ser un grupo perteneciente al linaje tehuacan que tenía por deidad patrona a Cihuacóatl.
Los pobladores de la ciudad y el municipio de Santa Ana, al igual que el departamento homónimo, son llamados santanecos. Por otro lado, la ciudad a través de su historia ha sido conocida con diversos apelativos: desde el año 1708 la localidad comenzó a figurar con el sobrenombre de La Grande; posteriormente, en 1894, comenzó a ser llamada como La Ciudad Heroica (debido a la Revolución de los 44 ocurrida en ese año y la cual desencadenó el derrocamiento del gobierno de Carlos Ezeta), por el referido alzamiento también es llamada La Ciudad de los 44. Otros apodos de la localidad son La Ciudad Morena y La Capital del Mundo y Sucursal del Cielo.

### Símbolos
Los símbolos que representan a la ciudad y al municipio son: la «Vara Edilicia», el vals Bajo el Almendro de David Granadino, el escudo y la bandera (estos dos últimos son también símbolos departamentales).
La bandera y el escudo fueron oficializados el 4 de febrero de 1964 durante la administración municipal de Roberto Batista Mena. La primera ostenta siete franjas azules y seis blancas que representan los 13 municipios del departamento. Por su parte, el escudo muestra en su interior el mapa departamental, los lagos Coatepeque y Güija, el número "44" (en honor a la Revolución de los 44), y se encuentra rodeado de las palabras Ciudad Heroica.
La «Vara Edilicia» fue tallada y pintada por el santaneco Alfredo Trujillo y representa el poder de la administración municipal. Muestra una serie de figuras relativas a la historia de El Salvador y la historia local, por ejemplo: el escudo de Santa Ana y El Salvador, el sitio arqueológico Tazumal, la Catedral, el café, la deidad náhuatl Xipe Tótec, etc.
El vals Bajo el Almendro, escrito e interpretado por el músico santaneco David Granadino a principios del siglo XX, fue declarado canto oficial de la ciudad por una ordenanza municipal.

## Geografía física

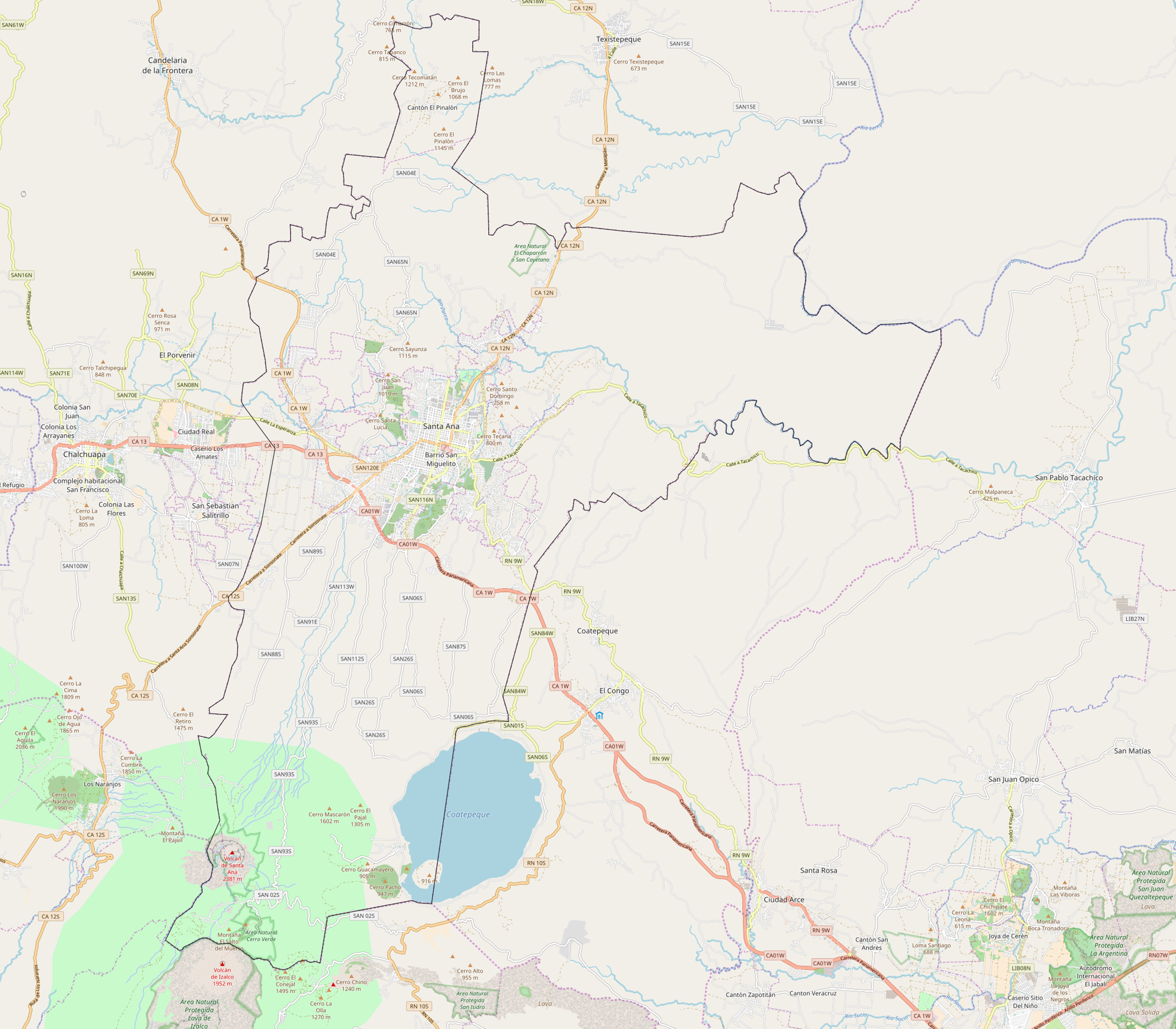
Municipio de Santa Ana visto por Open Street Map

### Localización
El distrito de Santa Ana está ubicado en el departamento homónimo, localizado en el extremo norte de la zona occidental de El Salvador. Limita al norte con Texistepeque y Nueva Concepción, al este con San Pablo Tacachico, Coatepeque y el Lago de Coatepeque, al sur con Izalco y al oeste con Nahuizalco, Chalchuapa, San Sebastián Salitrillo, El Porvenir y Candelaria de la Frontera.
Su término distrital tiene un área de 400,0.5 km2 abarcando un 19.8 % del área total del departamento. La ciudad está ubicada en las coordenadas 14°0′0.00″N 89°33′00.00″O / 14.0000000, -89.5500000 tiene una altitud de 665 m s. n. m. y se encuentra a 65 km de la capital.
| Noroeste: Candelaria de la Frontera                       | Norte: Texistepeque | Noreste: Nueva Concepción              |
| Oeste: Chalchuapa, El Porvenir y San Sebastián Salitrillo |                     | Este: San Pablo Tacachico y Coatepeque |
| Suroeste Nahuizalco                                       | Sur: Izalco         | Sureste: Lago de Coatepeque            |

### Topografía

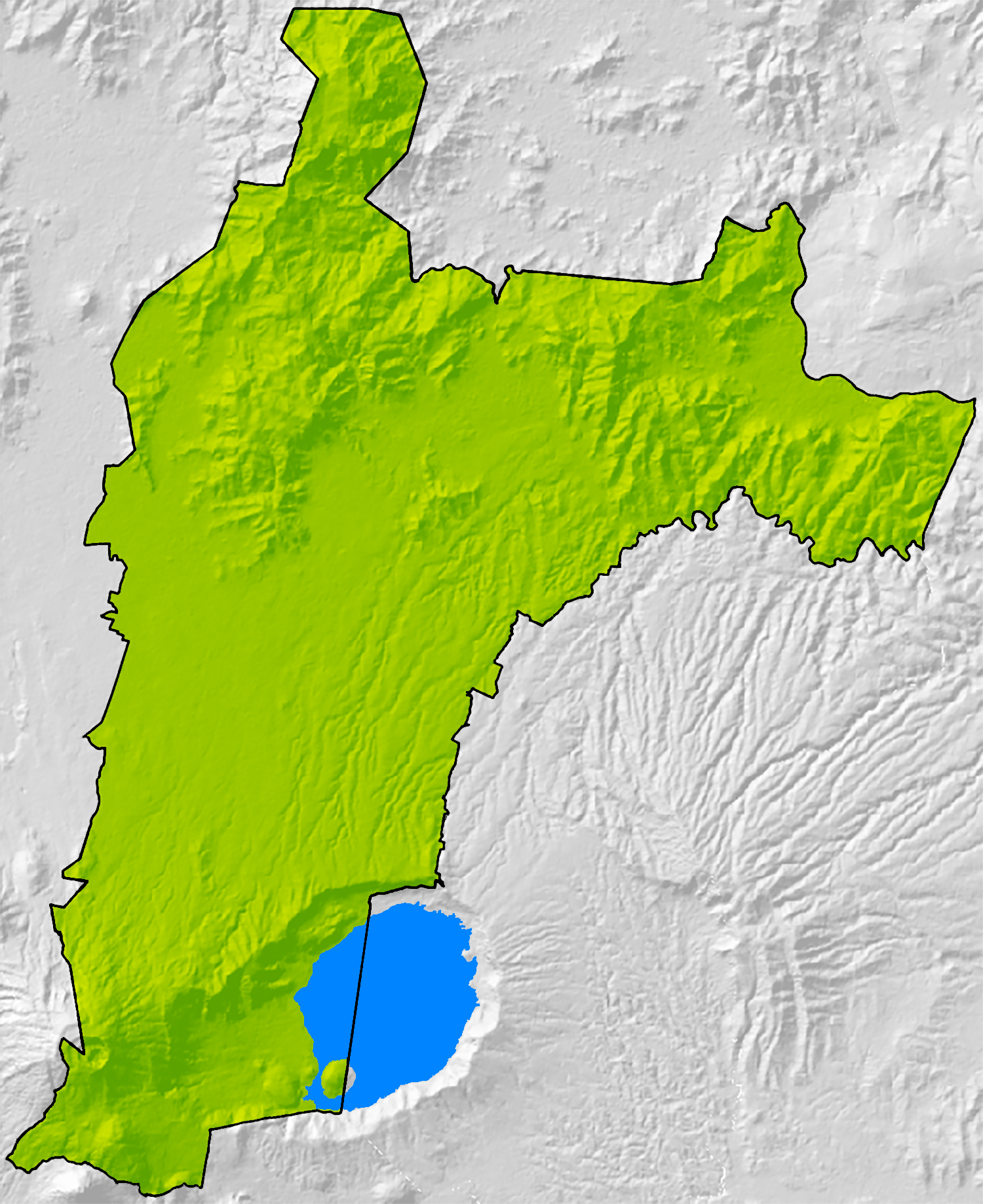
Mapa de relieve del municipio de Santa Ana, Santa Ana, El Salvador.

Mapa de las regiones geomorfológicas del municipio: 1. Gran Depresión Central o Meseta Central; 2. Cadena Volcánica Joven. La parte de color azul es el lago de Coatepeque que forma parte de la cadena volcánica joven.

La superficie distrital es desigual teniendo elevaciones de diferentes alturas que se encuentran entre 600 y 2400 m s. n. m., y que pueden ser clasificadas por su pendientes como zonas de: pendiente baja (las cuales oscilan entre 1 % y 15 %, siendo la que más abunda en el territorio, encontrándose la ciudad en un área con esta clase de pendiente), pendiente media (se encuentran entre 15 % y 50 %) y pendiente (comprenden las pendientes entre 50 % a 95 %). Por otro lado la ciudad es una localidad de poblamiento concentrado que cuenta en su mayoría con viviendas de baja altura.
Según el Instituto Geográfico Nacional (IGN), el territorio salvadoreño se divide en 55 hojas o cuadrantes en una escala de 1:50 000 que miden 15 minutos de ancho por 10 minutos de largo; cada uno de estos están divididos en cuatro cuadrantes en la escala de 1:25 000, los cuales miden 7.5 minutos de ancho y 5 minutos de largo, cada uno estos tienen un nombre, número de hoja y abreviatura. El municipio se localiza en 5 cuadrantes de la escala 1:50 000 los cuales son: 2257 I, 2257 II, 2258 II, 2357 IV, y 2358 III; estos a su vez se dividen en 11 cuadrantes en la escala 1:25 000, los cuales con sus respectivos nombres y abreviaturas son:
| Cuadrantes donde se ubica el municipio a escala 1:25 000 | Cuadrantes donde se ubica el municipio a escala 1:25 000 | Cuadrantes donde se ubica el municipio a escala 1:25 000 |
| Nombre                                                   | Número de Hoja                                           | Abreviatura                                              |
| -------------------------------------------------------- | -------------------------------------------------------- | -------------------------------------------------------- |
| Santa Ana                                                | 2257 I NE                                                | SAN                                                      |
| Chalchuapa                                               | 2257 I NW                                                | CHA                                                      |
| Lago de Coatepeque                                       | 2257 I SE                                                | LDC                                                      |
| Juayúa                                                   | 2257 I SW                                                | JAY                                                      |
| San Isidro                                               | 2257 II NE                                               | SID                                                      |
| Nahuizalco                                               | 2257 II NW                                               | NHZ                                                      |
| Río Guajoyo                                              | 2258 II NE                                               | RGY                                                      |
| Río Apanchacal                                           | 2258 II SE                                               | RAP                                                      |
| Río Suquiapa                                             | 2357 IV NW                                               | RSQ                                                      |
| Ciudad Arce                                              | 2357 IV SW                                               | CAR                                                      |
| Los Apoyos                                               | 2358 III SW                                              | LAP                                                      |

### Geomorfología y orografía
En el distrito se ubican un total de 75 elevaciones orográficas, de las cuales dos son volcanes (de estos, uno está activo: el volcán de Santa Ana o Ilamatepec; mientras que el otro, el Cerro Verde, está extinto), 61 son cerros y 12 son lomas.
Elevaciones principales
Entre las elevaciones orográficas del distrito, las principales son:
- Santa Ana o Ilamatepec, es un volcán situado a 17,3 km al sur de la ciudad, tiene una elevación de 2365,07 m s. n. m., (lo que lo hace el volcán más alto del país) y cuenta con un amplio cráter.[23]
- Cerro Verde; es un volcán extinto que está ubicado cerca del extremo sur del municipio y que tiene una altitud de 2030,43 m s. n. m.[23]
- El Pinar o Santa Adela, se encuentra ubicado a 5,4 km al norte de la ciudad y posee una altura de 1050 m s. n. m.[23]
- La Tortuga, está situado a 4,5 km al norte de la ciudad y cuenta con una elevación de 1010 m s. n. m.[23]
- El Níspero, se encuentra localizado a 7,4 km al norte de la ciudad y tiene una altitud de 858 m s. n. m.[23]
- Tecana, se encuentra a 2 km al este de la ciudad y cuenta con una altura de 800 m s. n. m.[23]
- La Esperanza, se ubica a 3,3 km al este de la ciudad y tiene una elevación de 798 m s. n. m.[23]
- San Jacinto, se encuentra ubicado a 8.5 km al norte de la ciudad y cuenta con una elevación de 668 m s. n. m.[23]

Regiones y unidades geomorfológicas
El territorio distrito se divide en las siguientes regiones geomorfológicas:
- La «Meseta Central» o «Gran depresión central», a esta región pertenece gran parte del municipio y que a su vez cruza todo el país de oeste a este abarcando aproximadamente el 20 % del territorio nacional.[25] Surgió a finales de la época Mioceno del período Neógeno debido a un falla geológica regional en Centro América que tuvo una dirección de este a oeste.[24] En esta región se encuentran las siguientes unidades o accidentes geográficos:
  - La Cordillera Mita-Comecayo, localizada al norte de la planicie antedicha y donde se elevan pequeñas configuraciones orográficas. Al norte de la ciudad se encuentran 23 cerros y 12 lomas de los cuales se pueden nombrar: los cerros Dormidos, San Juan, El Pinar, El Pinalón, El Pinalito, El Níspero, entre otros; las lomas: del Follaje, de Arequiapa, Monte Hondo, El Mirador o de Santa Lucía, Cueva de León, etc. Mientras que al este de la ciudad se ubican 33 cerros, entre ellos están: Tecana, La Esperanza, Peña Blanca, de Camones, El Barranco, San Luis, entre otros.[23][26]
  - La Planicie o llanura central, que se extiende desde la cordillera Apaneca hasta el centro del municipio y en ella se encuentra la ciudad ubicada sobre una meseta baja muy diseccionada que está situada en un valle relativamente plano con pendientes menores al 10%.[27]
- La «Cadena volcánica joven», está ubicada al sur del municipio, surgió a raíz de desplazamientos verticales en fallas ubicadas en esta zona debido a movimientos tectónicos ocurridos en el Plioceno superior del Período Neógeno, y en ella se encuentra la siguiente unidad morfológica:[28][24]
  - La cordillera Apaneca, ubicada en la parte sur del municipio y en donde se encuentran el volcán de Santa Ana, el Cerro Verde (donde se sitúa el parque natural del Cerro Verde, reabierto tras un cierre en 2001, motivado por los terremotos acaecidos en dicho año) y el lago de Coatepeque, el cual además de ser un lago es un volcán activo tipo caldera.[29] Junto a estas elevaciones se encuentran los cerros Pacho, Afate, El Pajal, Guacamayero y El Pajal.[23]

### Hidrografía

Regiones hidrógráficas, cuencas y subcuencas, del distrito. En naranja la cuenca alta del río lempa, con las subcuencas: 1A. Suquiapa, 1B. Guajoyo, 1C. San Jacinto, 1D. Barranca Honda, 1E. Pepesca, 1F. S/N y 1G. El Pital. En café claro y con el número 2 la cuenca del río Paz con la subcuenca Pampe. En celeste y con el número 3 es la cuenca del Lago de Coatepeque. En verde y con el número 4, la cuenca del río grande de Sonsonate con la subcuenca Banderas. La parte azul es el Lago de Coatepeque

En total, 77 corrientes de agua surcan el distrito; mientras que en la parte sur el distritoo se conecta con el Lago de Coatepeque, que se ha convertido en una de las principales atracciones turísticas de todo el Departamento de Santa Ana.
Regiones hidrográficas (cuencas y subcuencas)
La ciudad y la mayor parte del distrito se encuentran en partes de las subcuencas de los ríos Suquiapa, Guajoyo, San Jacinto, El Pital, S/N, Pepesca y Barranca Honda, todas ubicadas en la cuenca hidrográfica alta del río Lempa; mientras que partes del extremo occidental del municipio se ubican en parte de la subcuenca del río Pampe o Tres Ceibas que está localizada en la cuenca del río Paz. El límite entre ambas subcuencas se encuentra en el punto en el que se dividen la barranca de Santa Lucía y la quebrada Cantarrana.
La parte sur del distrito ubicada entre el volcán de Santa Ana y el lago de Coatepeque se localiza en la cuenca del lago de Coatepeque, y el extremo sur del municipio se encuentra en la subcuenca Banderas de la cuenca del río grande de Sonsonate.
La mayoría de los ríos y quebradas del distrito forman parte de la cuenca alta del río Lempa y terminan desembocando en el río Suquiapa; mientras que la subcuenca del río Pampe está conformada por infinidad de torrentes y quebradas de menor importancia; en cambio los cursos de agua de la subcuenca Banderas solo son funcionales en época de lluvia, las corrientes de agua propias de esa subcuenca solo surgen en el departamento de Sonsonate.
Ríos principales
Dentro de las corrientes de agua que surcan el territorio del distrito, incluyendo la ciudad, los ríos principales son:
- El río Lempa, sirve de límite con el distrito de Nueva Concepción, el tramo que le corresponde dentro del municipio es de 10,5 kilómetros.[23]
- El río Suquiapa, se forma a 5 km al noreste de la ciudad se hace más caudaloso cuando desembocan al recibir la aguas de la confluencia de los ríos Apanchacal y Zarco; sirve de límite con el distrito de Coatepeque, su longitud dentro del municipio es de 20,5 kilómetros.[26]
- El río Apanchacal o El Sauce: surge en la parte norte de la ciudad como un manantial (el cual también alimenta a un balneario municipal homónimo)[33] y su caudal aumenta cuando desembocan en él los ríos Apanteos y Sucio en el tramo que se encuentra a 2,6 km de la ciudad, su longitud es de 5.5 kilómetros.[23] Además recibe las aguas del río El Molino, los manantiales de Sihuatehuacán y Sapoapa (estos dos, a su vez alimentan a sus respectivos balnearios homónimos) y las aguas negras del alcantarillado de la ciudad sin que estas reciban algún tipo de tratamiento, por lo que el río tiene una alta contaminación.[32]

Otras corrientes de agua
Un total de 17 ríos de menor importancia y 58 quebradas surcan el distrito. Entre los ríos se encuentran: El Molino, Apanteos, Zarco, Comecayo (este forma parte de la subcuenca del río Pampe), Agua Fría, Chiguillo, Sitio Viejo o Los Giles (estos dos son afluentes independientes del río Suquiapa que surgen en las inmediaciones del lago de Coatapeque y recorren 14 km hacia el norte) entre otros. Mientras que entre las quebradas se pueden mencionar: Barranca de Santa Lucía, Barranca El Ángel, Barranca El Chupadero (estas tres surcan la ciudad), El Garrobo, Las Minas, El Javillal, La Bolsona, Ayutica, entre otras.

## Clima
La ciudad y todo el distrito de Santa Ana están ubicados en los trópicos y están localizados en la zona climática de Sabana Tropical caliente o tierra caliente (según la Clasificación climática de Köppen). Por lo tanto cuenta con un clima cálido semihúmedo que presentan dos estaciones claramente diferenciadas, las cuales son: la estación seca (de noviembre a mayo) y la estación lluviosa de (mayo a noviembre).
El municipio de Santa Ana cuenta con una temperatura media anual 24 °C y con una temperatura que oscila alrededor de los 17 °C como mínima y 34 °C como máxima. Aunque en ocasiones las temperaturas máximas suelen rebasar los 35 °C, ya que es una ciudad con un clima muy caliente. Además cuenta con una humedad relativa anual de entre 70 % y 75 %.
En la ciudad predominan los vientos del suroeste y oeste tanto durante la estación seca como durante la estación lluviosa; tales vientos tienen una velocidad anual de 7,8 km/h.
Además, todo el distrito, incluyendo la ciudad, se ve afectado por la temporada de huracanes en el Atlántico (junio-noviembre). En la cual, las continuas tormentas tropicales así como los huracanes aumentan el caudal de los ríos, perjudicando algunas áreas con inundaciones.
| Mínima                                              | 16      | 17      | 17                | 19                | 20          | 19          | 19                     | 19                     | 19                     | 19                     | 18                     | 17                     |                        |                        |                        |                        |                        |                      |                      |                      |
| Promedio                                            | 21.33   | 22.61   | 23.97             | 25                | 24.23       | 23.48       | 23.27                  | 23.34                  | 22.96                  | 22.34                  | 21.77                  | 21.22                  |                        |                        |                        |                        |                        |                      |                      |                      |
| Máxima                                              | 30      | 30      | 32                | 32                | 31          | 29          | 30                     | 30                     | 29                     | 29                     | 29                     | 29                     |                        |                        |                        |                        |                        |                      |                      |                      |
| Precipitación, velocidad del viento y energía solar |         |         |                   |                   |             |             |                        |                        |                        |                        |                        |                        |                        |                        |                        |                        |                        |                      |                      |                      |
| Mes                                                 | Ene     | Feb     | Mar               | Abr               | May         | Jun         | Jul                    | Ago                    | Sep                    | Oct                    | Nov                    | Dec                    |                        |                        |                        |                        |                        |                      |                      |                      |
| Precipitación promedio (mm)                         | 3       | 3       | 14                | 57                | 178         | 308         | 274                    | 270                    | 296                    | 171                    | 29                     | 7                      |                        |                        |                        |                        |                        |                      |                      |                      |
| Días de lluvia                                      | 5.4     | 4.4     | 4.8               | 8.3               | 19.1        | 27.5        | 27.3                   | 27.3                   | 28.1                   | 20.5                   | 2.9                    | 5.7                    |                        |                        |                        |                        |                        |                      |                      |                      |
| Humedad Relativa por la mañana (%)                  | 72.0    | 71.0    | 75.0              | 78.0              | 85.0        | 89.0        | 88.0                   | 88.0                   | 90.0                   | 86.0                   | 79.0                   | 75.0                   |                        |                        |                        |                        |                        |                      |                      |                      |
| Humedad Relativa por la tarde (%)                   | 62.0    | 63.0    | 64.0              | 66.0              | 71.0        | 72.0        | 69.0                   | 71.0                   | 75.0                   | 71.0                   | 66.0                   | 63.0                   |                        |                        |                        |                        |                        |                      |                      |                      |
| Velocidad del viento (m/s)                          | 5.29    | 5.12    | 4.84              | 4.69              | 4.11        | 3.88        | 4.05                   | 3.94                   | 3.46                   | 4.35                   | 4.59                   | 4.91                   |                        |                        |                        |                        |                        |                      |                      |                      |
| Claridad (0-1)                                      | 0.59    | 0.61    | 0.62              | 0.58              | 0.52        | 0.50        | 0.54                   | 0.53                   | 0.50                   | 0.51                   | 0.57                   | 0.58                   |                        |                        |                        |                        |                        |                      |                      |                      |
| Insolación (kWh/m2/día)                             | 4.83    | 5.56    | 6.20              | 6.12              | 5.50        | 5.28        | 5.64                   | 5.59                   | 5.02                   | 4.82                   | 4.79                   | 4.60                   |                        |                        |                        |                        |                        |                      |                      |                      |
| Fuente:                                             | Fuente: | Fuente: | Promedios anuales | Promedios anuales | Temperatura | Temperatura | Precipitación y viento | Precipitación y viento | Precipitación y viento | Precipitación y viento | Precipitación y viento | Precipitación y viento | Precipitación y viento | Precipitación y viento | Precipitación y viento | Precipitación y viento | Precipitación y viento |                      |                      |                      |
| Fuente:                                             | Fuente: | Fuente: | Promedios anuales | Promedios anuales | Max         | Min         | Velocidad del viento   | Lluvia                 | Humedad por la mañana  | Humedad por la tarde   | Humedad por la tarde   | Humedad por la tarde   | Humedad por la tarde   | Humedad por la tarde   | Humedad por la tarde   | Humedad por la tarde   | Humedad por la tarde   | Humedad por la tarde | Humedad por la tarde | Humedad por la tarde |
| Fuente:                                             | Fuente: | Fuente: | Promedios anuales | Promedios anuales | °C          | °C          | m/s                    | Días                   | %                      | %                      | %                      | %                      | %                      | %                      | %                      | %                      | %                      | %                    | %                    | %                    |
| Fuente:                                             | Fuente: | Fuente: | Promedios anuales | Promedios anuales | 31.10       | 24.40       | 11.10                  | 100                    | 81.0                   | 68.0                   | 68.0                   | 68.0                   | 68.0                   | 68.0                   | 68.0                   | 68.0                   | 68.0                   | 68.0                 | 68.0                 | 68.0                 |

## Ecología
El distrito de Santa Ana cuenta con dos áreas naturales protegidas principales:
- El Complejo Los Volcanes, que comprende el Cerro Verde, volcán de Santa Ana, volcán de Izalco y Lago de Coatepeque y es compartido con los municipios de Chalchuapa e Izalco.[40][41] Esta zona contiene alrededor de 260 especies de animales y es administrado por el Instituto Salvadoreño de Turismo;[42]
- El Parque Ecológico San Lorenzo, ubicado en la propia ciudad, el cual es administrado por la Fundación Ambientalista de Santa Ana (Fundasan). Contiene alrededor de 180 especies de animales, algunas en cautiverio y reunidas en un mini zoológico.[43]

### Fauna
En el Complejo de los Volcanes se encuentran animales silvestres como venados de cola blanca, ardilla gris, águilas crestadas, ranas arborícolas, tucanes verdes, entre otros. En cambio, en el Parque Ecológico San Lorenzo, se encuentran especies de animales tales como monos, tucanes, tigrillos, ardillas, mapaches, coyotes, entre otros.

### Flora
En el distrito de Santa Ana se encuentran tres zonas de vida, las cuales son: bosques húmedos subtropicales frescos, bosques muy húmedos montano bajo y bosques muy húmedos subtropicales (según el Sistema de clasificación de zonas de vida de Holdridge). De las tres zonas de vida dichas anteriormente, la más común es la conformada por bosques húmedos subtropicales frescos, mientras que las otras dos se encuentran en el área de la Cordillera Apaneca. En los bosques húmedos subtropicales frescos, las especies arbóreas más destacadas son la ceiba, el manzano, cedro, aceituno, madre cacao, entre otros. Mientras que en los bosques muy húmedos montano bajo, las especies más conocidas son el roble, pino, encino, ciprés, entre otras; abundando especies epífitas como magnolias, helechos, musgos, orquídeas. En cambio en los bosques muy húmedos subtropicales se encuentran especies como el níspero, laurel, pino, y el roble.

## Geología
La geología local ha sido determinado por tres factores naturales: procesos tectónicos, fenómenos volcánicos o ígneos y procesos erosivos; los dos primeros sucedieron de forma simultánea o alternada, mientras que el tercero tuvo lugar en los períodos de calma que siguieron a los fenómenos volcánicos y procesos tectónicos.

### Estratigrafía
Las formaciones geológicas que se encuentran en el municipio son desde la más reciente: San Salvador, Cuscatlán y Bálsamo; todas ellas datadas para la era Cenozoica. Encontrándose predominantemente las formaciones de San Salvador y Bálsamo; y en menor medida la formación Cuscatlán.
Formación San Salvador
Abarca las edades geológicas Ionense y Tarantiense del Pleistoceno y la época geológicas del Holoceno reciente del período Cuaternario. Sobre está capa se encuentra la ciudad y a su vez se extiende por gran parte del municipio hasta cerca del Ilamatepec y el Lago de Coatepeque.
Está conformado por una capa de materiales piroclásticos y tobas poco compactadas que se encuentran encima de corrientes de lava en forma de andesitas y basaltos muy fracturados teniendo intercalaciones de lapilli y escorias;.
Se reconocen seis miembros de esta formación en el municipio, los cuales son:
- S1 - piroclastita ácida y epiclastita volcánica localmente efusiva básica intermedia: está formado por piedras pómez aplastadas de color azul-gris, materiales efusivos volcánicos y fragmentos porosos de vidrio volcánico negro; se encuentra en los alrededores del lago de Coatepeque.[24]
- S2 - efusiva básica-intermedia y piroclastita subordinada: se encuentra localizado en los alrededores del Ilamatepec y en pequeños afloramientos alrededor de la ciudad. Está constituido principalmente por andesitas que incluyen el mineral hiperstena, basaltos de color café y gris que contienen los minerales olivino y augita; mientras que las faldas del volcán están cubiertas por lapilli compuesto de vidrio café con pocos fenocristales de plagioclasas.[24]
- S3'a - piroclastita ácida, epiclastita volcánica (Tobas de color café): se encuentra cubriendo gran parte del municipio. Está conformada por fragmentos de pómez y líticos con un tamaño de hasta 15 cm que se encuentran encima de una secuencia de cenizas dacíticas.[24]
- S3'b - efusiva ácida: se encuentran en los cerros Pacho y de Afate, y en la Isla del cerro, todo ellos ubicados en o cercano al lago de Coatepeque. Los cerros Pacho y de afate están constituidos por pómez y obsidiana negra con feldespaltos; mientras que la isla del cerro es una cúpula formada por piedras dacitas o radiodacitas compuestas por lavas y vidrio fluidal que presentan fenocristales de plagioclasa, biotita, hornblenda y piroxenos.[46]
- S5'a - efusiva Básica-Intermedia: se localiza cerca del lago de Coatepeque y está compuesto por coladas de lava en forma de basaltos con olivinos de color gris claro.[24]
- Q'f - depósito sedimentario del cuartenario: está formada principalmente por intercalaciones de rocas piroclásticas, depósitos de estuario, barras costeras, conos de deyección, depósitos coluviales, arenas, gravas, etc; se localiza en pequeños depósitos en las afuera de la ciudad.[24]

Formación Cuscatlán
Ha sido datada en la edad Piacenziense del Plioceno en el período Neógeno y las edades Gelasiense y Calabriense de la época pleistocénica del período Cuaternario. Se encuentra en pequeños afloramientos en las colinas al oeste de la ciudad; está formada por tobas líticas compactas y lavas descompuestas, descansa en forma discorde sobre el estrato Bálsamo. En el municipio solo se encuentra el miembro «C1 - piroclastita ácida y epiclastita volcánica», el cual está conformado por unidades sedimentarias y volcánicas, comprendiendo estratos lacustres arenosos con un tamaño de 2 a 5 m en la parte superior y depósitos de diatomita en la parte inferior.
Formación Bálsamo
Es la formación más antigua que se encuentra en el municipio, pertenece a la Seravalliense, Tortoniense y Messiniense del Mioceno, y a la edad Zancleense del Plioceno, ambas épocas (Mioceno y Plioceno) pertenecientes al período Neógeno. Está formada por lavas básicas por lo general descompuestas que incluyen intercalaciones de toba fundida y que se encuentran sobre aglomerados volcánicos; y es una formación de muy baja permeabilidad.
Dentro del municipio se encuentra los siguientes dos miembros:
- B1 - epiclastita volcánica y piroclastita localmente efusiva básica-intermedia: se encuentra localizado al oriente del municipio cerca del cauce del río lempa y está formado por tobas interestratificadas, tobas brechosas andesíticas y flujos de lava (siendo estos dos últimos andesitas que contienen el mineral hiperstena).
- B3 - efusiva básica-intermedia: es el miembro superior de la formación y se lo encuentra en pequeños afloramientos de rocas piroclásticas en el territorio.[24]

### Hidrogeología
En el territorio municipal existen tres unidades hidrogeológicas que se diferencian en sus características hidráulicas y las cuales son: un manto acuífero fisurado de gran extensión y posiblemente alta producción conocido como «Manto Acuífero de Apanchacal» o «Santa Ana», áreas de recarga del acuífero antedicho y rocas no acuíferas.

#### Manto Acuífero de Apanchacal o Santa Ana
Abarca aproximadamente 125 km2, fluyendo en un área constituida por: andesitas y basaltos (que pertenecen a los miembros s2 y s5’a de la formación de San Salvador, y al miembro c3 de la formación San Salvador); materiales piroclásticos subordinados (del miembro s2 que datan de la épocas del Pleistoceno y Holoceno) y flujos y coladas de lavas que provienen del Ilamatepec y que subyace bajo una capa de material piroclásticos mezclados en ocasiones con piedra pómez de una granulometría que abarca de fina a mediana, ambas datan del Holoceno específicamente del miembro s5'a de la formación San Salvador. A su vez forma parte de los acuíferos ubicados en los valles interiores; a su vez cuenta en su mayor parte con niveles estáticos de agua, ubicados a una profundidad ente 10 y 100 m; también muestra vestigios de lo que fue una extensa área sumergida en el interior del país, y es uno de los más importantes de la nación. Presenta en casi toda su extensión una vulnerabilidad moderada.
Se forma de las áreas de recarga en las zonas altas del volcán de Santa Ana, la permeabilidad de la formación de San Salvador permiten que las aguas se infiltren y escurran a través de cavidades vesiculares en la formación, fluyendo el agua hacia el norte en dos flujos subterráneos distintos constituyendo por lo tanto dos subacuíferos distintos: uno que fluye hacia el noreste en dirección hacia la cabecera municipal (que es de donde provienen los ríos de la cuenca alta del río Lempa) y otro hacia el noroeste (que alimenta a los ríos del subcuenca del río Pampe); ambos subacuíferos al llegar a la gran depresión central y tras encontrarse con depósitos conformados con materiales pertenecientes a las formaciones de San Salvador (que es muy permeable) y Bálsamo (de baja permeabilidad), se dividen en dos niveles (uno superior y otro inferior) que continúan su recorrido hasta que llegan a terrenos bajo los 700 m s. n. m. (metros sobre el nivel del mar) en la gran depresión central, donde el nivel superior de ambos subacuíferos choca con las rocas no acuíferas de la formación Bálsamo, que por su impermeabilidad provoca que las aguas descarguen y que por lo tanto salgan a la superficie como manantiales que alimentan o dan origen a los ríos que riegan el municipio.
Subacuífero noreste
En total, este subacuífero que alimenta a los torrentes de la cuenca alta del río Lempa recibe un total de 51 100 000 m3 de agua cada año, de los cuales 45 828 000 proceden del agua que lluvia que se infiltra en el área de recarga y 5 272 000 procede del lago de Coatepeque; de todo está cantidad de agua se extrae de los pozos 11 339 558 m3 cada año, mientras que en los manantiales fluye en total 14 065 056 m3 de agua cada año, haciendo un total de 25 404 614 m3 de que se extrae del subacuífero cada año, además de ello hay un total de 24 681 300 m3 de agua cada año que conforma el flujo subterráneo de salida del acúifero aguas abajo, por lo que hay una variación de Almacenamiento de 1 014 086 m3 de agua cada año.
Este subacuífero fluye en terrenos entre 700 y 605 m s. n. m., su profundidad varía según la topografía por lo que es más profundo en el sur (donde pueda alcanzar profundidad entre los 90 y 120 metros) y más superficial en la parte más septentrional, lo cual es la razón de porque en el noreste de la ciudad (que se encuentra entre 620 y 630 m s. n. m.) surgen varios manantiales. La transmisibilidad del acuífero en este flujo va desde los 4 m2 por día en el pozo El Portezuelo, 39 528 m2 por día en el pozo El Molino, hasta valores de infinito en el pozo El Trébol, siendo el valor medio de transmisibilidad de 1534 m2 por día.
Subacuífero noroeste
Este subacuífero que alimenta los cursos de agua de la subcuenca del río Pampe, recibe un total de 87 326 000 m3 de agua cada año del área de recarga; de esto fluye en los manantiales como mínimo 23 652 000 m3; además este subacuífero fluye en terrenos entre los 715 y 685 m s. n. m.; su profundidad varía según la topografía del terreno, por lo que es más profundo en el sur (donde se encuentra a una profundidad entre 30 y 40 metros), y más superficial en el norte (específicamente donde se ubica la carretera a Chalchuapa, donde alcanza una profundidad entre 10 y 20 metros).

#### Rocas no acuíferas y áreas de recarga
Las rocas no acuíferas se originaron debido a los cambios que han sufrido las rocas del período Neógeno en el transcurso del tiempo o por materiales de origen volcánicos; y están conformadas por rocas epiclastitas volcánicas, piroclastitas intermedias y efusivas básicas intermedias (que corresponden a los miembros b1, b2 y b3 de la formación Bálsamo); la profundidad de esta unidad es desconocida y presenta permeabilidad baja o nula, porosidad baja y un alto grado de compactación.
Las áreas de recarga se encuentran alrededor del Lago de Coatepeque, y la Cordillera Apaneca, están formados por de materiales volcánicos del período cuaternario principalmente de la formación San Salvador, la cual es muy permeable lo que hace que el agua lluvia se drene bajo la tierra y forme el Acuífero Apanchacal. El lago de Coatepeque también drena de su propia agua al acuífero, sin embargo la cantidad que se infiltra en el acuífero es mínima debido a que el lago de carácter endorreico, es decir que la mayor parte del agua del lago no se drena de algún modo solamente abandona el sistema únicamente por evaporación.

### Sismología y vulcanología
El territorio es susceptible a movimientos sísmicos al estar comprendido dentro del Cinturón de Fuego del Pacífico y cercano al área de subducción entre la placas tectónicas de Cocos y del Caribe, estando el municipio ubicado sobre está última. Además se encuentra ubicado en un área donde hay susceptibilidad baja a los deslizamientos de tierra.
En el área se ubican tres volcanes: el Cerro Verde, el volcán de Santa Ana o Ilamatepec y el Lago de Coatepeque; de estos el Cerro Verde es un volcán extinto cuya última erupción sucedió hace aproximadamente 25 000 años a. C. Los otros dos siguen activos, el Ilamatepec es un estratovolcán y a su vez el volcán más alto del país; mientras que el lago de Coatepeque es una caldera que ocupa el cráter más grande del país y que se formó del derrumbe de un estratovolcán debido a una gran erupción explosiva del volcán acontecida entre 72 000 y 57 000 años a. C.
El Ilamatepec es el único volcán activo del que se conocen erupciones sucedidas en períodos históricos y por lo tanto sus alrededores son considerados de una peligrosidad alta ante una erupción de dicho volcán; en cambio, la ciudad y gran parte del municipio se encuentran lo suficientemente alejados del volcán y podrían verse afectados únicamente por la actividad sísmica generada por el volcán.

### Edafología
Según los estudios el área municipal está constituido por los siguientes tipos de suelos:
- Latosoles arcillo rojizos, alfisoles: se encuentran en las fases de cenizas volcánicas profundas y desde terrenos ondulados hasta fuertemente alomados; pueden ser profundos o medio profundos, su capacidad de producción se ubica entre moderada y alta.[26] La capa superior tiene una textura que varía entre franca a franco-arcillosa, son de café oscuro y de estructura granular; los subsuelos son de una estructura de bloques fuertes, una textura arcillosa, de color café oscuro a café rojizo oscuro y bastantes profundos y desarrollados; mientras las capas inferiores poseen una intemperización variable y están conformados por pómez medianamente gruesos de textura arenosa, y de ceniza volcánica.[56]
- Grumosoles, litosoles y latosoles arcillo rojizos: se ubican en los valles interiores y en las planicies costeras con cierta disección y tienen color negro acromático; son suelos poco permeables y por lo tanto tienen una alta capacidad de retener agua, lo cual dificulta la producción agrícola y las comunicaciones durante la estación lluviosa. Las capas superiores están constituidas por arcillas plásticas compactas de color negro que tienen una profundidad de 75 cm y se agrietan cuando están secas; los subsuelos son arcillosos y plásticos, tienen un color gris que varía entre claro y oscuro, y usualmente son moteados; a profundidades que varían entre 1 a 2 metros se encuentran capas de toba o talpetate, y en áreas muy pequeñas de este tipo de suelo cuentan con mejores características para cultivar debido a que presentan una delgada capa superficial de textura franca.[56]
- Litosoles, regosoles y entisoles: están localizados desde terrenos ondulados hasta montañosos muy accidentados. Tiene características intermedias de los otros tipos de suelo antedichos y tiene un potencial agrícola que abarca desde moderado a altamente restringido.[26][56]

## Historia

Estructuras de Finca Rosita

### Época precolombina
Existe evidencia de poblamientos del período preclásico y período clásico sobre todo en el área de la cabecera municipal; en el período preclásico destaca el sitio arqueológico Finca Rosita que era el centro dominante o centro regional primario de la zona. Este y otros asentamientos fueron deshabitados por la erupción del lago de Ilopango en el 250 d. C. Para el período clásico destacan los sitios San Jorge y Las Aradas (centros regionales secundarios que probablemente conformaban un solo sitio) que habían sido fundados en el preclásico y continuaron siendo habitados o fueron repoblados durante el clásico para luego ser definitivamente despoblados junto con el resto de sitios de ese entonces a finales de ese período debido al colapso maya, permaneciendo despoblada la zona durante el período posclásico temprano (900-1200, tiempo en que también se da la emigración de los nahuas al actual territorio salvadoreño) debido a la preferencia de ubicar las poblaciones en sitios altos para una mayor defensa.
La cabecera municipal fue fundada durante el período posclásico tardío (1200-1524), debido al colapso de las poblaciones dominantes del posclásico temprano y la posterior unificación de los nahuas en el Señorío de Cuzcatlán lo que permitió la fundación de poblaciones en los valles interiores del país, siendo fundada la localidad como Sihuatehuacán, que literalmente significa lugar de sacerdotisas, que estaba ubicado en lo que hoy es el barrio de Santa Bárbara cerca de los ríos Apanteos y Apanchacal; siendo sede de una de las provincias tributarias del Señorío de Cuzcatlán, dentro de la cual tenía como población tributaria a Chacalcingo (actual barrio de Santa Lucía).

### Conquista y colonización
La población fue conquistada por los españoles comandados por Diego de Alvarado en 1528, con lo cual empezó a formar parte de la provincia de San Salvador siendo encomendada a Diego de Usagre. En 1540 estaba encomendada a Antonio Docampo debido a que Diego de Usagre había fallecido.
La población, al igual que las otras de la provincia, sería evangelizada por los dominicos, con lo que obtendría por patrona a Señora Santa Ana, y por lo tanto su nombre pasaría de ser Cihuatehuacán a ser el de Santa Ana; siendo el primer párroco del que se tiene constancia Francisco de Peralta, quien sería nombrado por el obispo Francisco Marroquin (primer Obispo de Guatemala).
El 26 de julio de 1569, el obispo guatemalteco Bernardino Villalpando cambió el nombre de Sihuatehuacán por el de Santa Ana y erigió la primera parroquia de la ciudad en forma de una ermita en lugar donde hoy se encuentra la catedral. Desde 1577 formó parte de la Alcaldía Mayor de San Salvador.
Desde el siglo XVII fue la cabecera del curato de Santa Ana y a principios del siglo XVIII se convirtió en la sede de su propia provincia dentro de la alcaldía mayor. A partir del año 1786 hasta 1824 fue la cabecera del distrito y el partido de Santa Ana que formaba parte de la Intendencia de San Salvador.

### 

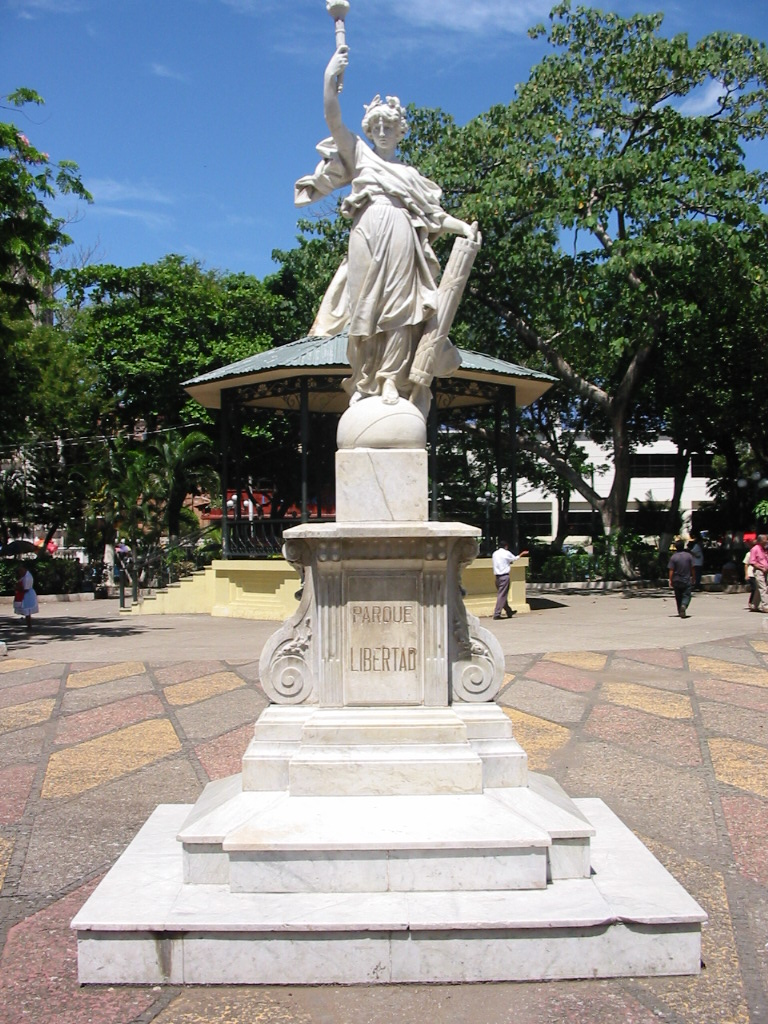
Monumento a la Libertad.

### SigloXIX

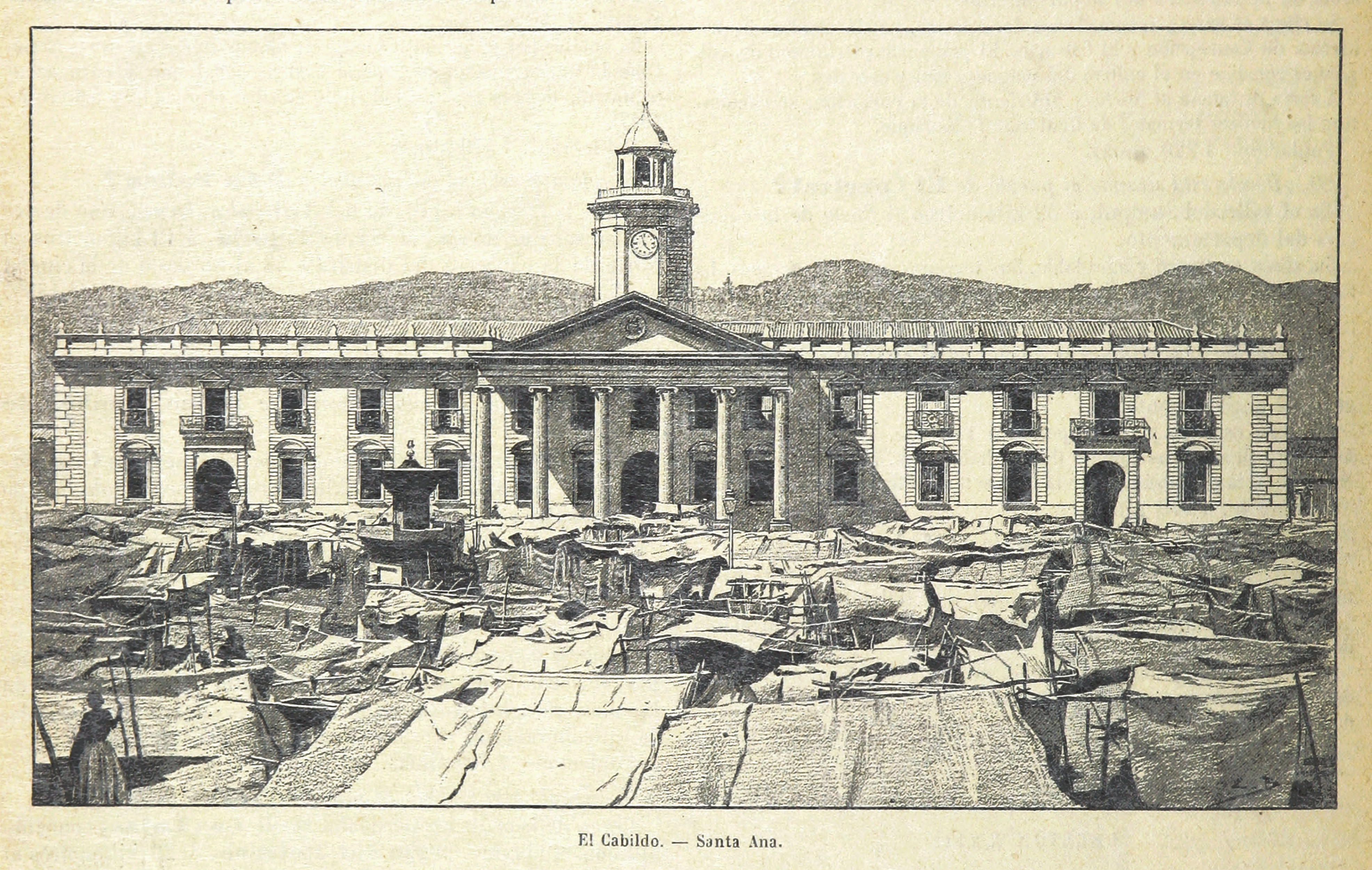
1890 Litografía que muestra el diseño original del Palacio Municipal de Santa Ana, El Salvador. Debajo se encuentra la plaza pública original, ahora Parque Libertad.

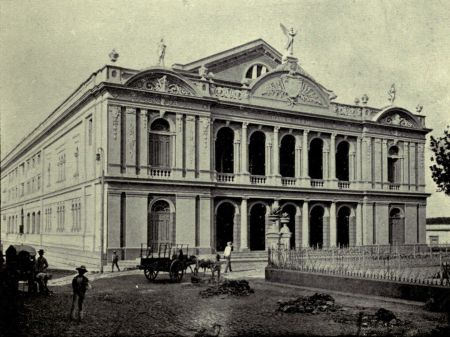
El Teatro de Santa Ana Poco después de su habilitación

En el año 1806, fue instituido el ayuntamiento del pueblo de Santa Ana, siendo su primer alcalde José Mariano Castro. Cinco años después, ocurrieron dos sublevaciones en el poblado en el marco de la sublevación de San Salvador: la primera el 17 de noviembre y otra el 24 de noviembre. En junio de 1812, fue designada con el título de villa.
El 21 de diciembre de 1821, el ayuntamiento proclamó la independencia de España. Para 1824, recibió el título de ciudad, siendo parte del departamento de Sonsonate y, en 1835, se convirtió en la cabecera departamental de dicho departamento. En 1854, el poblado Santa Lucía Chacalcingo fue despojado de su calidad de pueblo y pasó a formar parte de Santa Ana como uno de sus barrios. Un año después fue creado el departamento de Santa Ana.

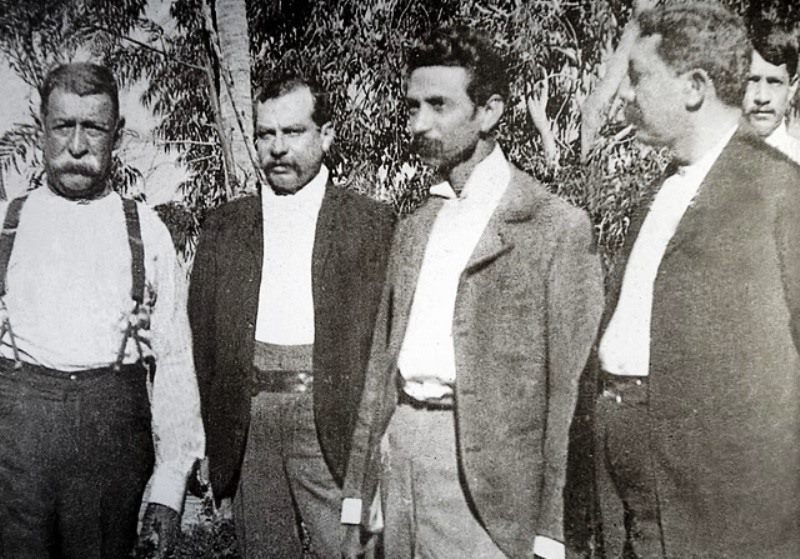
El general Tomás Regalado Romero (1867-1906, tercero de izq. a der.) -participó en la revolución de los 44"- en la entrega el Poder Ejecutivo al mandatario electo, el santaneco Pedro José Escalón(primero, a la izq.).

A finales del siglo ocurrió la "revolución de los 44" que derrocó al presidente Carlos Ezeta, quien gobernaba el país desde el actual cuartel de la segunda brigada de infantería de Santa Ana. Desde ese momento la localidad se ganó el apodo de La ciudad heroica, debido a que los 44 alzados eran oriundos de dicho municipio. Los rebeldes asaltaron el cuartel de gobierno, propiciando el golpe de Estado que liberaría al país de la dictadura.

Crecimiento urbano de la ciudad de Santa Ana desde 1916 hasta 2008

### SigloXXy nuevo milenio
En la denominada "época de oro del café" en El Salvador, Santa Ana fue la ciudad más próspera del país, debido a que muchos de los empresarios que lo cultivaban vivían en dicha localidad; además, se encontraban importantes plantas beneficiadoras que preparaban el café para su venta.
La Hacienda El Molino, cuyo propietario era el colombiano Rafael Álvarez, era la principal hacienda y planta procesadora de café, debido a su fama mundial y a su modernismo tecnológico en ese entonces.
Durante la guerra civil de El Salvador (1980-1992), el municipio de Santa Ana también fue afectado por el conflicto armado, lo cual provocó la emigración de varios pobladores a la ciudad.
En la posguerra, Santa Ana y todo El Salvador empezaron a afrontar el problema del aumento en los índices de delincuencia, principalmente por la existencia de "maras" o pandillas, generadas principalmente por la deportación de inmigrantes indocumentados desde los Estados Unidos. Tal flagelo ha sido afrontado con programas gubernamentales y ordenanzas emitidas por el concejo municipal.
Desde la guerra civil, el municipio ha recibido remesas que son enviadas por los salvadoreños que viven en el exterior. Los ingresos se han convertido en el mayor monto de divisas que tiene Santa Ana y todo El Salvador.
En 1999 se puso en marcha el Plan maestro de desarrollo urbano (PLAMADUR) durante la administración municipal de Moisés Macall Monterrosa. El PLAMADUR propició el crecimiento, ampliación y ordenamiento de la ciudad.
Asimismo, En 2004, el gobierno salvadoreño presentó el Plan Nacional de Ordenamiento y Desarrollo Territorial (PNODT) que propicia el desarrollo, integración y la competitividad de los municipios salvadoreños. Para los fines de la planificación y el desarrollo de los municipios, estos se han agrupado en regiones, subregiones y microrregiones. El municipio de Santa Ana fue integrado a la región "Centro Occidental, Subregión Santa Ana-Ahuachapán" y la "Microrregión de Santa Ana".
A partir de la entrada en vigencia de Ley Especial para la Reestructuración Municipal, aprobada por la Asamblea Legislativa de El Salvador el 13 de junio de 2023, ratificada por el presidente Nayib Bukele el 14 de junio y publicada el mismo día en el Diario oficial N.º 110, Tomo N.º 439), los antiguos municipios del país pasarían a convertirse en distritos de nuevas municipalidades (nombradas por su ubicación en su respectivo departamento). De esa forma el municipio santaneco pasaría a ser el distrito de Santa Ana; siendo el único que conforma el municipio de Santa Ana Centro.

## Demografía
Según datos del censo salvadoreño de 2024, el distrito de Santa Ana tiene una población estimada de 250 760 habitantes para el año 2024, con una densidad poblacional de 614,59 habitantes por kilómetro cuadrado.
Características de la población
De la población total del municipio, el 86.5 % es urbano y 13.5 % rural; según sexo, el 46,2 % son hombres y 53,8 % mujeres.
Etnia
El censo salvadoreño de 2024 encontró que el 1.03% de la población, o un total de 2,585 personas en el distrito de Santa Ana se identifican como indígena. De estos, 1,135 se identifican como Nawat, 578 no sabe o no responde, 291 Mayas Chortí, 243 pertenecen a otros grupos indígenas, 191 Mayas Pocomames, 119 Lencas, 14 Kakawira, 6 Xinca, 4 Mangue, 3 Mixe y 1 Alagüilac.
Además, el censo salvadoreño de 2024 contó a 1,110 personas en el distrito que se identifican como afrosalvadoreños. Representando el 0.44% de la población total.
Migración
En el censo de 2024, había un total de 1,742 personas nacidas en el extranjero, es decir, son migrantes, representando el 0,69% de la población del distrito. 
Mientras que 9,103 personas reportaron haber vivido en el distrito en mayo de 2019, pero que al momento de la realización del censo, ya no vivían en este distrito. De estos, 1,902 se habrían mudado a San Sebastián Salitrillo, 700 a Chalchuapa, 451 a San Salvador y 382 a Coatepeque. Mientras el resto, a distintos distritos por todo el país.
Por otro lado, un total de 49,514 personas reportaron haber nacido en el distrito de Santa Ana, pero que actualmente habrían migrado a otro distrito. 6,247 habrían migrado a San Sebastián Salitrillo, 4,045 a San Salvador, 3,478 a Chalchuapa, 2,333 a Metapán y 1,853 a Colón. El resto a distintos distritos por todo el país.
Pobreza
En lo referente a extrema pobreza, el municipio de Santa Ana está catalogado dentro de los municipios donde hay extrema pobreza baja.
Idiomas y Educación
El idioma hablado en el municipio es el español. Sin embargo, 22,684 habitantes o el 9,05% de la población del distrito, habla un segundo idioma. De estos, 22,158 personas hablan inglés como segundo idioma, 658 hablan francés, 498 otro idioma, 262 italiano, 137 lenguaje de señas (LESSA), 100 español (estos siendo extranjeros que hablan español como segundo idioma), 81 Nawat, 1 Cacaopera y 1 Lenca.
En lo que se refiere a la alfabetización, un total de 14,241 son analfabetos, es decir, no saben leer ni escribir. el 6,51% de la población de 10 años o mayor del distrito. Por lo que el 93,49% de la población sí sabe leer y escribir.Se muestra además una gran disparidad entre hombres y mujeres, ya que 9,407 mujeres no saben leer o escribir, mientras que bajo esa misma categoría se encuentran 4,834 hombres.
El grado de escolaridad promedio, es decir, el número de años que en promedio, la población de 10 años o más ha aprobado en el sistema educativo, en el distrito de Santa Ana es de 8.7 años. Esto es mayor que el promedio del departamento de Santa Ana que se encuentra en 7.7 años, y mayor que el promedio nacional de 8.0 años.
Además, la población de 3 años o más tiene los siguientes niveles de educación, basado en el último nivel educativo aprobado: el 0.6% de la población del distrito tiene un posgrado, 13.2% tiene educación superior universitaria, 1.3% tiene educación técnica universitaria, 1.1% educación técnica, 23.6% bachillerato, 18.2% séptimo a noveno grado, 27.9% primero a sexto grado, 0.4% educación especial, 3.5% educación parvularia, 1.1% educación inicial y 9% ninguna.
Crecimiento poblacional
En 1550, la aldea de Cihuatehuacán tenía aproximadamente 3000 habitantes. Para 1740, según el alcalde mayor de San Salvador Manuel de Gálvez Corral, habían 1325, y treinta años después, de acuerdo al arzobispo de Guatemala Pedro Cortés y Larraz, la población de Santa Ana rondaba alrededor de los 4000 habitantes. En 1810, según el cronista mexicano Domingo Juarros, Santa Ana tenía más de 6000 habitantes.
A partir de 1858, había un total 13 090 habitantes, y a partir de ese momento empieza un crecimiento acelerado de la población hasta el año 2024 que se calcula en 250 760 habitantes censados.
| Censo | Población | Cambio | Porcentaje |
| ----- | --------- | ------ | ---------- |
| 2007  | 245 421   | N/D    | N/D        |
| 2024  | 250 760   | 5 339  | 2.2%       |

Pirámide de población
Del análisis de la pirámide de población, se deduce que los menores de 40 años representan el 58,3 % del total, y el 41,7 % restante es mayor de esa edad, lo que demuestra que posee un población joven. Por otra parte, los menores de 20 años representan el 27,5 % de la población, mientras que los mayores de 60 años solo representan el 15,4 %. El dato de que haya más mujeres que hombres en una cantidad significativa, puede estar motivado por el efecto de una mayor emigración de estos últimos hacia el extranjero.
| Gráfico de la evolución de la población de la ciudad de Santa Ana entre 1858 y 2007 |
| ----------------------------------------------------------------------------------- |
|                                                                                     |
|                                                                                     |
| *FISDL - **CCP                                                                      |
| Gráfica elaborada por: Wikipedia                                                    |

## Administración y política

### Gobierno municipal

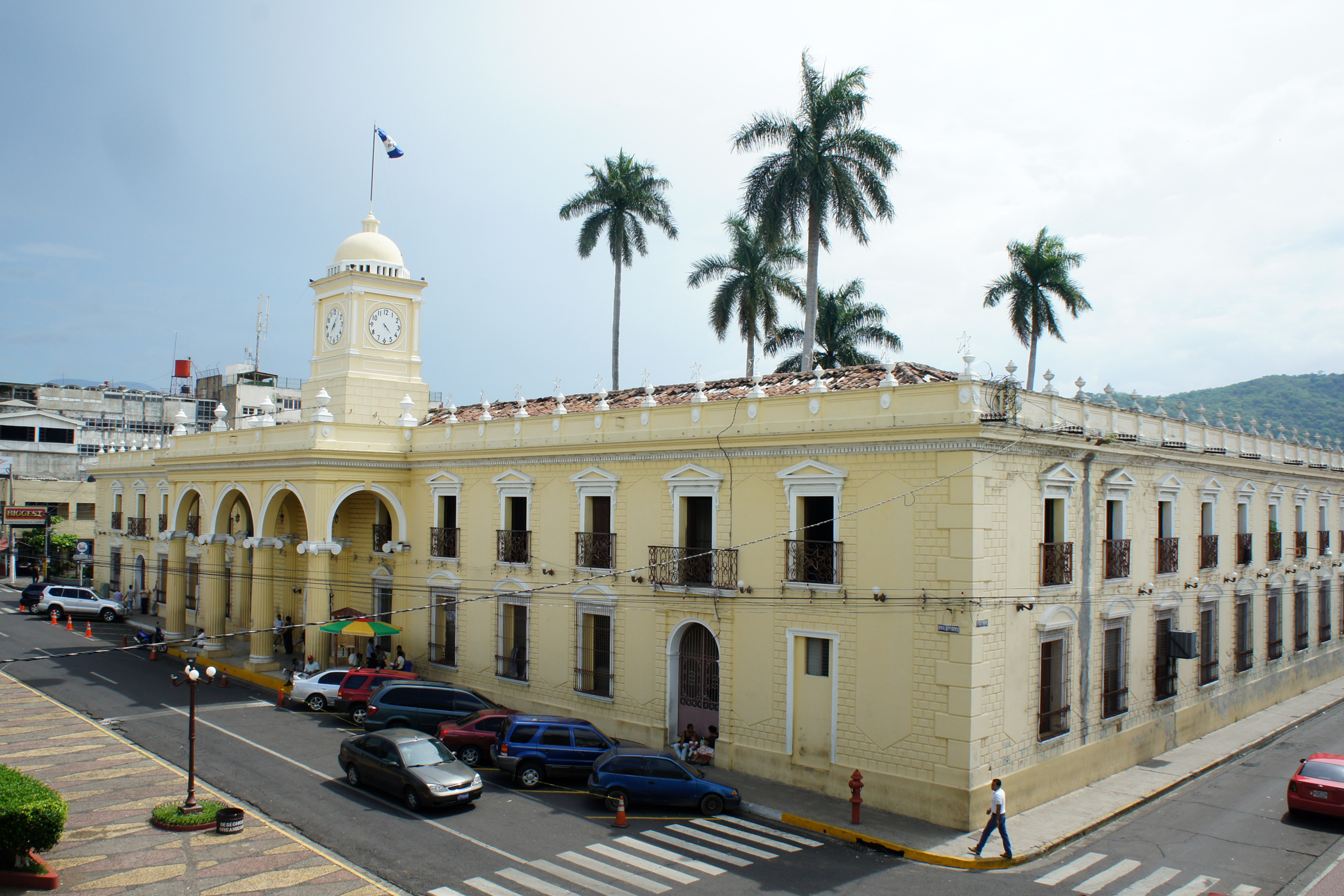
Alcaldía municipal de Santa Ana

El gobierno municipal de la ciudad, al igual que los demás municipios del país, es autónomo en lo económico, técnico y en lo administrativo; todas sus facultades están dispuestas en el Código Municipal decretado por la Asamblea Legislativa salvadoreña; es electo por voto directo y secreto; y está conformado por un concejo municipal que está integrado por: un alcalde, un síndico y 12 regidores propietarios y 4 suplentes. Por sentencia emitida por la Sala Constitucional de la Corte Suprema de Justicia salvadoreña en el año 2014, todos los concejos municipales electos desde la elección de 2015 serán plurales; por lo que a partir de entonces se reparten los puestos del concejo entre los partidos que más votos hayan obtenido en la elección, siendo el partido más votado el que le corresponde los cargos de alcalde y síndico además de 7 regidores propietarios.
La alcaldía municipal funciona desde el Palacio Municipal, que fue construido en 1874, por un valor de 130 000 colones. El arquitecto responsable fue Conrado Moreno, quien acabó por diseñar un edificio que un siglo más tarde, sería declarado Patrimonio Cultural de El Salvador.
| Lista de Alcaldes desde las elecciones de 1991 | Lista de Alcaldes desde las elecciones de 1991 | Lista de Alcaldes desde las elecciones de 1991 |
| Período                                        | Nombre del alcalde                             | Partido político                               |
| ---------------------------------------------- | ---------------------------------------------- | ---------------------------------------------- |
| 1991-1994                                      | Ricardo Duke                                   | ARENA                                          |
| 1994-1997                                      | Luis Antonio Álvarez                           | ARENA                                          |
| 1997-2000                                      | Moisés Macall Monterrosa                       | FMLN                                           |
| 2000-2009                                      | Orlando Mena                                   | FMLN (hasta 2006), PDC                         |
| 2009-2012                                      | Francisco Polanco Estrada                      | FMLN                                           |
| 2012-2015                                      | Joaquín Alfredo Peñate Ardón                   | FMLN                                           |
| 2015-2018                                      | Mario Moreira                                  | ARENA                                          |
| 2018-2021                                      | Milena Calderón Sol de Escalón                 | ARENA                                          |
| 2021-2027                                      | Gustavo Acevedo                                | NI                                             |

### Resultados municipales
|  | 45.41 % |

|  | 25.68 % |

|  | 40.89 % |

|  | 35.94 % |

|  | 38.37 % |

|  | 35.56 % |

|  | 63.42 % |

|  | 24.45 % |

|  | 47.64 % |

|  | 25.45 % |

|  | 40.28 % |

|  | 29.30 % |

|  | 39.45 % |

|  | 27.97 % |

|  | 44.41 % |

|  | 40.02 % |

|  | 34.15 % |

|  | 27.85 % |

|  | 67.14 % |

|  | 15.59 % |

|  | 45.14 % |

|  | 33.11 % |

### Resultados presidenciales
|  | 48.37 % |

|  | 31.75 % |

|  | 63.30 % |

|  | 36.70 % |

|  | 50.43 % |

|  | 27.79 % |

|  | 56.54 % |

|  | 37.65 % |

|  | 54.51 % |

|  | 45.49 % |

|  | 50.94 % |

|  | 34.25 % |

|  | 52.31 % |

|  | 47.69 % |

|  | 58.77 % |

|  | 29.83 % |

|  | 86.96 % |

|  | 4.72 % |

### Administración y prestación de servicios

Cantones del municipio de Santa Ana

En el distrito de Santa Ana existen 34 cantones que a su vez se encuentran divididos en 312 caseríos. Mientras, la propia ciudad tiene 12 barrios y varias colonias.
También alberga oficinas de instituciones descentralizadas en lo referente a prestación de servicios públicos. Para cumplir con esta función el municipio cuenta con una gerencia general, con otras cinco gerencias encargadas de la prestación de servicios y con cuatro departamentos, los cuales son unidades de apoyo para la administración del municipio.

### Seguridad, defensa y justicia
En cuanto a seguridad y a defensa, Santa Ana cuenta con su propia delegación de la Policía Nacional Civil y cuenta a su vez con su propio cuartel del Ejército de El Salvador cuyo nombre oficial es Segunda Brigada de Infantería "Gral. Tomás Regalado", el cual tiene el rango de brigada y está conformada por tres batallones y sus complementos, asimismo el cuartel de la ciudad es sede de la Segunda Zona Militar (que abarca toda la zona occidental del país).
El municipio cuenta con su propia policía municipal llamada Cuerpo de Agentes Municipales (CAM), la cual es una oficina descentralizada del municipio encargada de salvaguardar los intereses y la seguridad de la municipalidad.
En cuanto a centros penitenciarios, en Santa Ana existen dos, las cuales son: el penal de Apanteos (la cual es una prisión para imputados procesados y condenados) y la penitenciaría occidental (la cual es una prisión para imputados condenados).
En cuanto a la administración de justicia, al ser cabecera departamental cuenta con su propia representación de la Corte Suprema de Justicia y cuenta además con varios tribunales (tanto Cámaras de Primera y Segunda Instancia y Juzgados de Paz), los cuales imparten justicia en diferentes materias y la mayoría se encuentra ubicado en el Centro Judicial Dr. Ángel Gochez Castro.

Barrios de la ciudad de Santa Ana

### Instituciones gubernamentales
Además de tener un cuartel de la Fuerzas Armadas, representación de la Policía Nacional Civil y del poder judicial, la ciudad de Santa Ana al ser la cabecera departamental y la principal ciudad de la zona occidental, cuenta con la presencia de la mayoría de servicios y oficinas gubernamentales, tales como:
La Corte de Cuentas, Procuraduría General de la República, Procuraduría para la Densa de los Derechos Humanos, Fiscalía General de la República, Tribunal Supremo Electoral, Consejo Nacional de la Judicatura, cada uno de los Ministerios de Estado así como cada uno de los viceministerios, entre otras.
La ciudad cuenta con la presencia de las instituciones autónomas que también forman parte de las organizaciones gubernamentales, tales como: Administración Nacional de Acueductos y Alcantarillado (ANDA), el Banco Central de Reserva, la Superintendencia de Valores, entre otras.

## Economía
Las principales actividades económicas del distrito son los restaurantes y las ventas de comidas. También sobresale por la producción artesanal (como la talabartería, confitería, hojalatería, entre otras) e industrial, sobre todo textil y alimentaria (principalmente el cultivo y tratamiento del café)
Los sectores económicos más representativos de la población son: el comercio, los servicios (también conocido como sector terciario y que engloba todas aquellas actividades económicas cuya funcionalidad no incluye la producción de bienes y que incluye todos aquellos trabajos relacionados con la banca, hospitales, centros educativos, etc.), la industria y el transporte tanto público como privado; los cuales son seguidos por: la agroindustria, electricidad, construcción, minas y canteras, a los cuales pertenecen un sector pequeño de la población.[cita requerida]
De acuerdo con el censo de población y vivienda realizado en 2007, el 34.02 % de los habitantes del municipio en ese año respondieron afirmativamente sobre tener un empleo, mientras que el 46.85 % de los habitantes dijeron no tener empleo alguno, y el 19.12 % no respondieron.[cita requerida]

### Sector primario
Las actividades laborales que más sobresalen de este sector económico son: la agricultura, ganadería y silvicultura; los cuales son seguidos por la pesca y la minería, que son actividades laboradas por un pequeño porcentaje de la población trabajadora de este sector.[cita requerida]
Agricultura y ganadería
Los productos más cultivados son los cereales (como el maíz, el trigo y el arroz), frutas, nueces y plantas para la elaboración de bebidas como la horchata. Entre los cultivos sobresalen: el café, la caña de azúcar, los cítricos y los granos básicos.
En el distrito se crían ganado caprino, bovino, porcino, equino y vacuno. Además se cría ganado avícola tales como el pavo, la gallina, entre otros.
Minería
La exploración minera en el distrito se centra principalmente en canteras dedicadas a la extracción de piedra, arena y arcilla; pero también hay, en un porcentaje pequeño, trabajadores que se dedican a otros tipos de extracciones mineras.[cita requerida]

### Sector secundario
En la industria agrícola sobresale la producción de: café y azúcar; mientras que en las actividades mecanizadas se destacan: la fabricación de productos de: hule, abono orgánico, alimentos enlatados y artículos de cuero.
En la zona norte y oeste de la ciudad se encuentran fábricas y maquilas (principalmente en la Zona Franca de la ciudad) y en la zona sur se encuentra el área de más desarrollo comercial en la que se ubican la mayoría de restaurantes, bancos, hoteles y centros comerciales.
Comercio
Para el comercio local existen almacenes, tiendas, pulperías, bancos, panaderías, supermercados, restaurantes, gasolineras, ventas de cereales, entre otros.
Su comercialización se realiza con las otras cabeceras departamentales y los municipios vecinos tales como: Texistepeque, Coatepeque, El Congo, Chalchuapa, Candelaria de la Frontera, Metapán, entre otros. Mientras que el comercio internacional lo realiza con la república de Guatemala.
El centro comercial más grande de la ciudad es Metrocentro, el cual ha llevado el desarrollo comercial a la periferia sur de la ciudad principalmente en el área del Parque Comercial Los Héroes (el cual se encuentra enfrente del centro comercial); sin embargo, el centro histórico sigue siendo un potente motor en el desarrollo económico de la ciudad.
Santa Ana posee tres mercados principales: el Mercado Colón, el Mercado Central y el Mercado Anita Alvarado, distanciados uno de otro por unas cuantas calles.
Industria
Las actividades industriales que más resaltan son: la fabricación de prendas de vestir y la elaboración de bebidas y productos alimenticios; siendo el primero el principal al que se dediquen la mayor parte de trabajadores de este sector.[cita requerida]
En la fabricación de prendas de vestir destaca la producción de prendas no hechas con pieles; mientras que en la elaboración de bebidas y productos alimenticios destaca la fabricación de productos de panadería y chocolates.[cita requerida]
Entre los productos industriales más destacados producidos en el municipio están: los artículos de cuero, hule, alimento enlatado, abono orgánico y forrajes. El principal parque industrial ubicado en el municipio es la Zona Franca Santa Ana.
Construcción
La mayor parte de trabajadores de este subsector se dedica a la construcción de edificios completos y a obras de ingeniería civil; mientras que el resto se dedica al acondicionamiento y terminación de los edificios y a la preparación del terreno para la construcción.[cita requerida]

### Sector terciario
La actividad principal dentro de este sector es la labor de servicios domésticos para hogares privados. Otras labores destacadas en el municipio son: las actividades inmobiliarias, empresariales y de alquiler; la enseñanza y el transporte almacenamiento.[cita requerida]
Turismo
La ciudad cuenta con parques acuáticos y balnearios, tal como: el Turicentro Siuatehuacán el cual se encuentra al Oriente de la ciudad, siendo administrado por el Instituto Salvadoreño de Turismo y es uno de los más tradicionales destinos turísticos del país; al norte de la ciudad se encuentran los balnearios de Apantéos y Apanchacal, al oriente de la ciudad se encuentra el centro turístico Sapoapa (este centro turístico y los balneario de Apantéos y Apanchacal son administrados por la alcaldía municipal).
En la colonia El Palmar ubicada en la ciudad se encuentra el redondel homónimo, el cual es un parque que además contiene: una piscina y un complejo deportivo; siendo uno de los mejores atractivos turísticos de la ciudad. Otros parques importantes de la ciudad son los parques: Santa Lucía, Libertad, Colón, Menéndez y Anita Alvarado.
Al norte de la ciudad se encuentra el Parque Ecológico San Lorenzo, conocido tradicionalmente como Parque de la Familia; en donde se pueden encontrar 80 especies de animales (algunos en cautiverio) conteniendo además tres lagunas, canchas de fútbol, juegos infantiles, etc. Siendo uno de los más tradicionales destinos turísticos de la ciudad.

## Urbanismo y Transporte

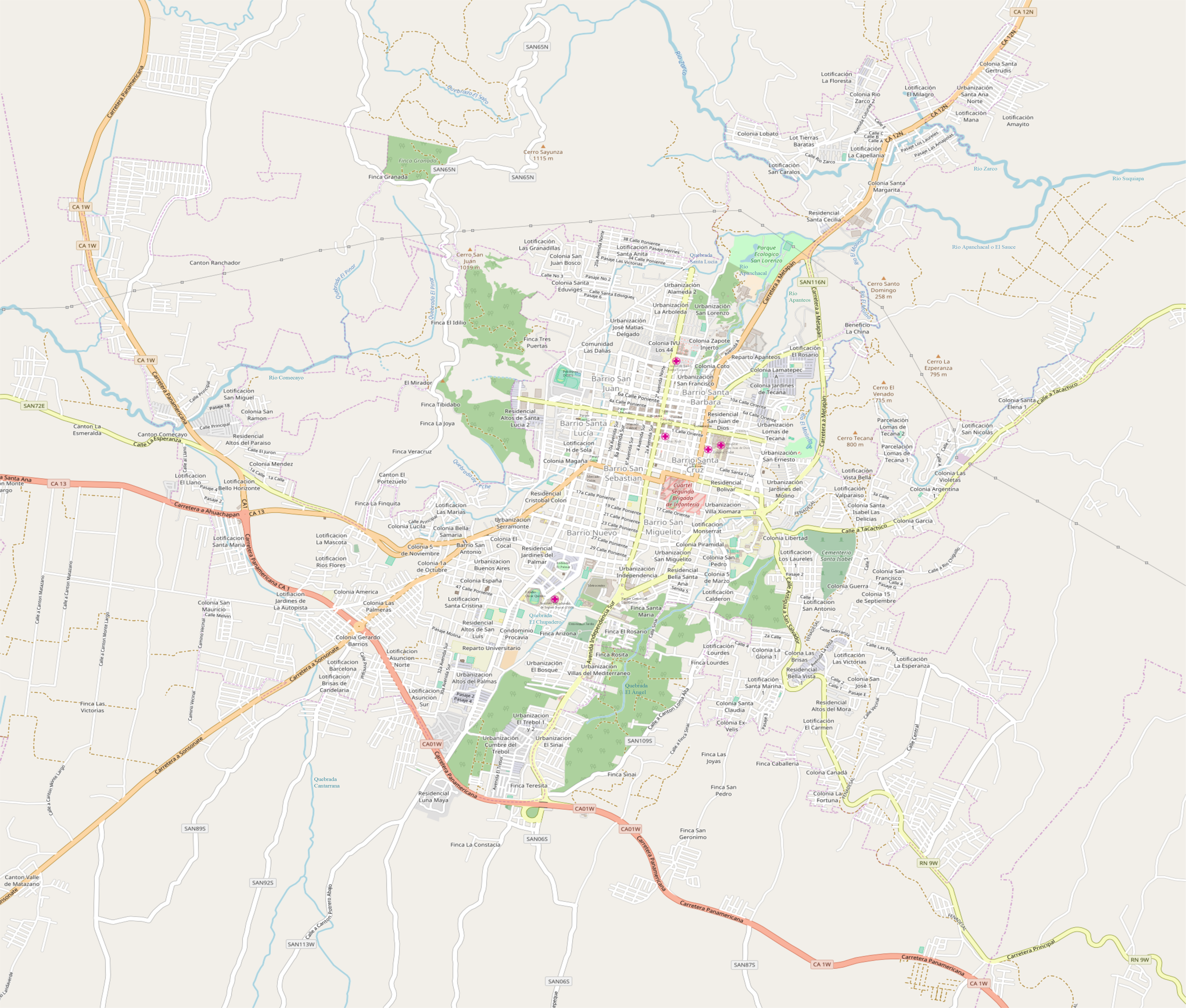
Área urbana de Santa Ana vista por Open Street Map en el año 2017

El desarrollo urbanístico comienza a gestarse en la colonización española, debido a que a partir de entonces la localidad adquiere las características propias de ese período que son ostentadas por cualquier población española), como una plaza de armas en el centro (que en el caso de Santa Ana, actualmente es el Parque Libertad) rodeada de las principales edificaciones municipales (cabildo o alcaldía) y religiosas (parroquia central o catedral). Posteriormente, en 1855, al ser elevada la población al rango de cabecera departamental y con el auge del cultivo café, la ciudad adquirió su estructura urbana básica.
Después del final de la Segunda Guerra Mundial y debido a los nuevos precios internacionales del café, el área urbana creció a un ritmo acelerado hasta 1978. Esto es demostrado por los resultados de los censos: según el censo de población y vivienda de 1950 el área urbana contaba para ese año con 11 068 casas, siendo la mayoría mesones, mientras que para el censo de población y vivienda de 1971 la cantidad de casas se había casi triplicado, siendo en este caso la mayoría viviendas unifamiliares; este aumento de viviendas se debe a que en la década de los años 1950  inicia la construcción de colonias por parte del Estado (con la edificación de la colonia El Palmar y luego de la colonia El IVU), y a su vez empiezan a surgir colonias ilegales.
A partir de mediados del siglo XX, el número de colonias legalmente establecidas se incrementó llegando a ser casi 150 para finales de dicho siglo; entre estas colonias cabe mencionar como más destacadas, además de las colonias El Palmar y El IVU mencionadas anteriormente, a la colonias El Trébol, Río Zarco, El Sálamo, Santa Ana Norte, Bella Santa Ana, Contexa, Arizona, El Mora, Altos de Santa Lucía, Santa Lucía II, Escalón (I y II), Villa Real, Luna Maya (siendo estas últimas cuatro colonias privadas en su totalidad o parcialmente, de esas la última es considerada como lugar de residencia de personas con altos ingresos económicos), Lomas del Técana, Jardín, Altos del Palmar, ciudad Paraíso, Santa Isabel, El Molino, 5 de marzo, etc.

### Infraestructura vial
El trazado urbano del centro histórico cuenta con un diseño ordenado como de malla cuadricular, sin embargo dicho diseño se va perdiendo entre más se van alejando las calles y avenidas del centro histórico. Por otro lado, las vías del área urbana están mayoritariamente pavimentadas, y su denominación numérica es dada por los cuadrados formados por la avenida Independencia y la calle Libertad, de tal forma que las calles ubicadas al norte tienen numeración par y las que están al sur impar, mientras que las avenidas localizadas al oriente cuentan con número impar y las del poniente con par. Entre las calles principales se encuentran: José Mariano Méndez, Libertad, 25 calle poniente, 31 calle poniente (está última también es conocida como calle San Marcelino Champagnat); las avenidas Independencia, José Matías Delgado, Fray Felipe de Jesús Moraga, Santa Ana California y los bulevares Los 44, Nicolás Salúme y Héroes.
La población está conectada a través de las carreteras CA-12 (que conecta por el norte con Metapán y por el sur con Sonsonate), RN-13 (carretera entre la ciudad y Chalchuapa), SAN-03 (la cual conecta la ciudad con San Pablo Tacachico), RN-09 oeste (también conocida como carretera antigua a San Salvador, debido a que era la única carretera que conectaba la localidad con la capital antes de que se conectara la avenida independencia con la carretera panamericana con el bulevar los 44; por otro lado está carretera conecta la ciudad con la localidad de Coatepeque) y Carretera panamericana (conocida en la nomenclatura salvadoreña de carreteras como CA-1) con los municipios del departamento de Santa Ana, con los demás departamentos y con la capital; siendo parte del recorrido de la carretera panamericana. De estas las más transitadas son la RN-13 y la carretera panamericana o CA-1 en su ingreso de San Salvador.

### Autobuses
A los autobuses se los clasifica en 2 tipos, loa autobuses urbanos (que recorren las calles de la ciudad) y los autobuses interurbanos (que viajan entre la ciudad y la capital u otras poblaciones); para este tipo de transporte existen tres terminales, 1 para buses interurbanos perteneciente específicamente a la empresa Tudo (ubicada en la carretera a Chalchuapa), y 2 para cualquier tipo de buses, (de las cuales una está ubicada cerca del centro de la ciudad, que es conocida como terminal Francisco Lara Pineda, mientras que la otra está localizada en la salida de la ciudad hacia Metapán.
Las principales rutas de la red de autobuses urbanos de la ciudad son aquellas identificadas con los números 50, 51 y 55, las cuales en conjunto cuentan con más de 200 unidades; las rutas de autobuses urbanos generalmente siguen un recorrido norte-sur o poniente-oriente, la mayoría de rutas con recorrido norte-sur parten de una zona ubicada en la periferia de la ciudad hacia otra ubicada también en la periferia y pasan varias veces el centro; la excepción de ello es la ruta 51-f que recorre gran parte de la ciudad circunvalando parcialmente el centro de la ciudad, recorriendo desde el centro hasta Metrocentro para luego bajar por el bulevar Nicolás Salume y regresar al centro a través de la calle Mariano Méndez o en cambio subir hasta la colonia IVU ubicada al norte de la ciudad.
Los autobuses interurbanos aunque su finalidad es conectar a la ciudad con las poblaciones cercanas o la capital, también conectan a partes de la periferia de la ciudad en su recorrido. De las rutas de la red interurbana destacan principalmente los pertenecientes a la empresa Tudo (que significa Transporte Unido de Occidente, cuyo número de ruta es la 201) y Seisabus (Sociedad de Empresarios Independientes de Santa Ana Bus, que cuenta con el número de ruta 22) debido a que son las principales rutas que conectan la ciudad con la capital y que ofrecen servicio de buses ordinario y especial.

### Otros transportes
Otros transportes que existen son microbuses, el servicio de taxis y pick ups; la red de microbuses de la ciudad tiene recorridos similares a los autobuses urbanos con la diferencia de que son más flexibles cubriendo zonas con menor densidad poblacional, y que la tarifa es más elevada. En cambio, el servicio de taxis es minoritario, su tarifa mayoritariamente se consigue del mutuo acuerdo entre el transportista y pasajeros, y al acceso a este servicio se consigue en los puntos propios para abordar tal transporte o por teléfono. Finalmente, en el caso de los pick ups son medios de transporte destinados a transportar mercancías o personas que no tiene horarios o itinerarios sino que especializan en determinadas áreas tendiendo a ser comunes en zonas rurales de baja densidad de población y en el movimiento entre estas y el área urbana.
Hay otros medios de transporte que en su momento contó con la ciudad y de que ahora son inexistentes, este es el caso del servicio de trenes para el cual la ciudad poseyó dos estaciones (una ubicada en el barrio San Miguelito que era propiedad de Ferrocarriles de El Salvador y luego pasó a Fenadesal; y otro ubicado en el barrio Santa Lucía que era propiedad de la empresa guatemalteca Irca y posteriormente pasó a Fenadesal)que en la actualidad no están en funcionamiento por motivo de la suspensión de este servicio en el 2002 y también por el mal estado de las vías y la construcción de nuevas viviendas o apartamentos sobre estas; igual es el caso de un aeródromo ubicado en la colonia El Palmar, que además de ser una estación meteorológica era usada como pista de aterrizaje en momentos de desastre y socorro, pero la pista de aterrizaje dejó de operar hace varios años y su terreno fue destinado a la construcción de los condominios o apartamentos Procavia que fue construido durante la administración del presidente Mauricio Funes. Por otro lado, es de mencionar que el municipio no posee frontera al mar por lo que carece de puertos, únicamente se da transporte marítima en el lago de Coatepeque principalmente para transportar personas para fines turísticos.

## Bienestar social

### Educación
La ciudad posee varios centros de enseñanza privada, tales como: Colegio Bautista, Colegio Evangélico Misión Centroamericana (CEMCA), 
Escuela Interamericana, Liceo latinoamericano, Liceo San Luis, Colegio Salesiano San José, Colegio Santa María, Colegio Montessori, Instituto María Auxiliadora, Colegio Cristiano Josué, Nuevo Liceo Panamericano, etc. También cuenta con numerosas centros educativos oficiales, de estos el principal es el Instituto Nacional de Santa Ana (INSA).
Es importante resaltar por su antigüedad a la Escuela de Artes y Oficios, la cual fue construida en 1855 y fue al principio cátedra de latinidad para luego pasar a ser escuela normal de Santana, después pasa a ser la escuela de varones n.° 2, recibiendo a partir de 1917 el nombre del presbítero santaneco José Mariano Méndez (quién fue el que dejó en su testamento el pedido para que se construyera tal edificio en un terreno que era de su propiedad), posteriormente pasó a ser escuela normal de maestros para finalmente ser Escuela de Artes y oficios hasta ser abandonada en los años 1960s, convirtiéndose el edificio de la escuela está en ruinas. Otros colegios antiguos de la ciudad son: el Colegio Salesiano San José, fundado en 1903; y el Colegio Bautista, fundado en 1919, este último fue a la vez uno de los primeros colegios protestantes del país.
Educación Superior
La ciudad es sede de las siguientes universidades: la Universidad Católica de El Salvador, la Universidad Autónoma de Santa Ana y la Facultad Multidisciplinaria de Occidente de la Universidad de El Salvador; de estas solamente la última es pública, aunque depende del gobierno tiene también su propia autonomía.
También cuenta con filiales de otras universidades cuya sede principal está en la capital, tales como: la Universidad Francisco Gavidia, la Universidad Modular Abierta y el Instituto Tecnológico Centroamericano.

### Salud
La ciudad cuenta con un hospital público llamado: Hospital Nacional San Juan de Dios, con 10 unidades de salud, con 4 casas de salud y un centro rural de nutrición (CRN); los cuales son administrados por el Ministerio de Salud.
La población cuenta con su propia sede del Instituto Salvadoreño de Seguro Social (ISSS), el cual es el organismo del gobierno encargado de la seguridad social de los salvadoreños.
La localidad cuenta con sedes de organismos internacionales de la salud y de salvamento, tales como la Cruz Roja y Protección Civil. Además la ciudad cuenta con fundaciones y asociaciones, tales como los Alcohólicos Anónimos y el Proyecto de Salud Auditiva.
También cuenta con varios hospitales no gubernamentales (tales como: Centro Médico, Climesa, Cader, entre otros) y con una gran cantidad de clínicas, consultorios privados y farmacias.

### Servicios públicos
En lo relacionado con el abastecimiento de agua y otros servicios públicos, la ciudad y el municipio cuentan con los servicios básicos de agua, energía  eléctrica, telefonía,servicio de televisión digital, transporte público y servicio de Internet. Además, cuenta con el servicio de cementerios o camposantos, siendo el principal el Cementerio General Santa Isabel (el cual está ubicado al oriente de la ciudad y es administrado por la alcaldía municipal); además cuenta con otros cementerios de propiedad privada.
Energía eléctrica.
El suministro eléctrico es distribuido principalmente por la empresa privada AES Clesa, mientras que el transporte es llevado a cabo por la Empresa Transmisora de El Salvador. La energía eléctrica consumida proviene tanto de plantas generadoras administradas por CLESA que utilizan energía térmica, como de las Centrales Hidroeléctricas de Guajoyo y Cerrón Grande (los cuales son administrados por la Comisión Ejecutiva del Río Lempa), así como también de la importación de energía de Guatemala y Honduras.
El abastecimiento de gas natural en el distrito y la ciudad es distribuido principalmente por la empresa privada Tropigas. Mientras que el Gas licuado de Petróleo con petróleo es distribuido principalmente por las empresas Tropigas y Zeta Gas.
Los productos derivados del petróleo que se consumen en la ciudad (tales como la gasolina y el diésel) proceden principalmente de la refinería RASA.
Agua Potable.
El suministro de agua potable al igual que los servicios de acueductos y alcantarillado en el municipio y la ciudad son administrados por la institución gubernamental llamada Administración Nacional de Acueductos y Alcantarillado (ANDA).
El agua potable que suministra ANDA en el distrito y la ciudad procede principalmente del agua subterránea la cual es abundante en el país y se renueva cada año durante la estación lluviosa.

## Medios de comunicación
Todo el distrito cuenta con la presencia de los medios de comunicación nacionales, tales como: La Prensa Gráfica, Telecorporación Salvadoreña, El Diario de Hoy, Diario Co Latino, las emisoras radiales de ASDER, entre otras.
La población cuentan con diversas estaciones de radio (tanto AM como FM), varios canales de televisión, varios periódicos de carácter regional (como El País o El Cenit, este último siendo el periódico de la Universidad Autónoma de Santa Ana), servicios de telefonía fija y móvil y acceso a Internet de banda ancha (ADSL, Cable y UMTS 3G).

## Patrimonio y lugares de interés

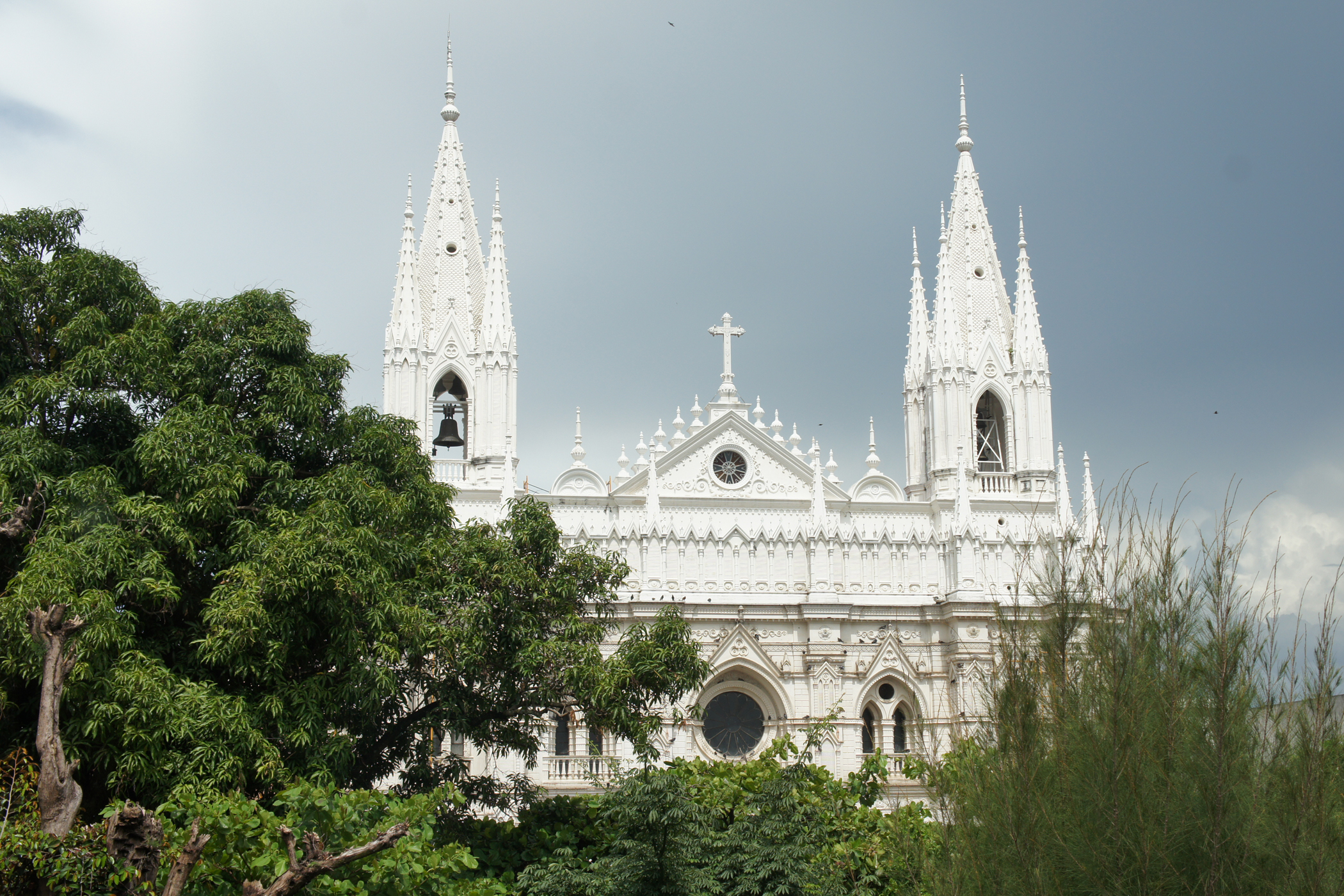
Portada principal de la Catedral Santa Ana

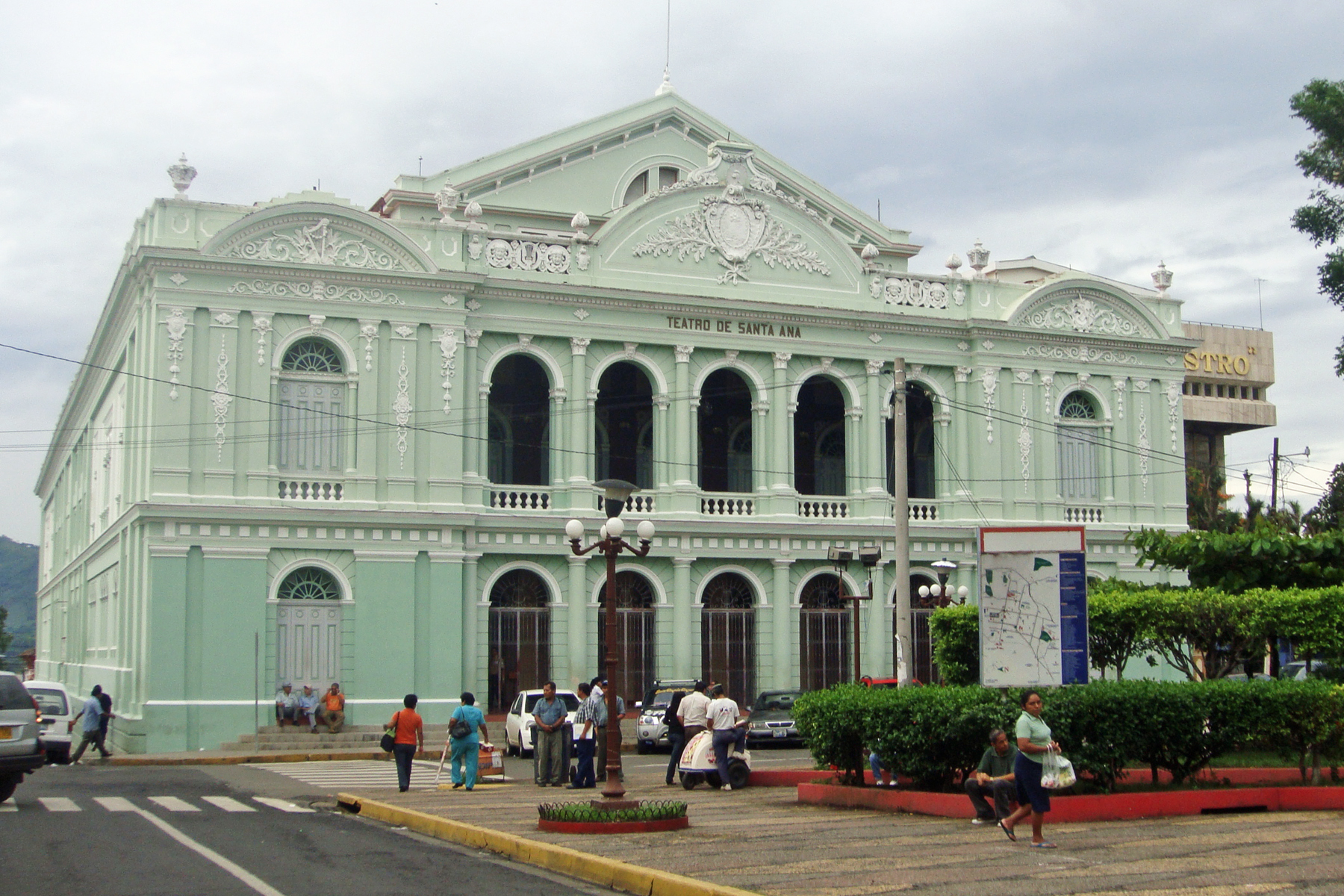
Teatro de la ciudad de Santa Ana, El Salvador.

La ciudad cuenta con arquitectura antigua que data de por lo menos el siglo XIX, de esta arquitectura son consideradas como monumentos nacionales: el teatro, la catedral, alcaldía, y el Parque Kessels, ubicado al lado del teatro y en el cual se localizan los monumentos en honor a los músicos y compositores José Kessels (de origen holandés); todos ellos se encuentran alrededor del parque libertad, el cual fue construido en 1890 por orden del presidente Francisco Menéndez en el lugar donde estaba ubicado la plaza pública de la ciudad (todas las poblaciones españolas construían en su centro una plaza pública que estaba rodeada de los edificios más importantes de la localidad, en esa plaza se ubicaba el mercado y el cuartel de la ciudad, este último sobre todo en tiempos en que no existía un ejército permanente), en este parque se ubican el monumento a la libertad y el monumento al músico santaneco David Granadino.
Entre los bienes culturales del país el sitio arqueológico Finca Rosita, la cual está ubicada en la periferia sur de la ciudad ciudad, y data del período preclásico y tiene entre sus estructuras una pirámide de 13 metros de altura.
Además dentro de los sitios históricos del país, la ciudad contiene la casa en la que vivió el general y expresidente Tomás Regalado donde actualmente se ubica el banco Agrícola, la casa del expresidente Pedro José Escalón, así como otras mansiones de finales del siglo XIX o principios del siglo XX, y otras construcciones de diversa índole como el club atlético occidental (donde se ubica el Centro de Artes), la escuela José Mariano Méndez, Casino Militar Centroamericano, etc.

### Centro histórico de la ciudad

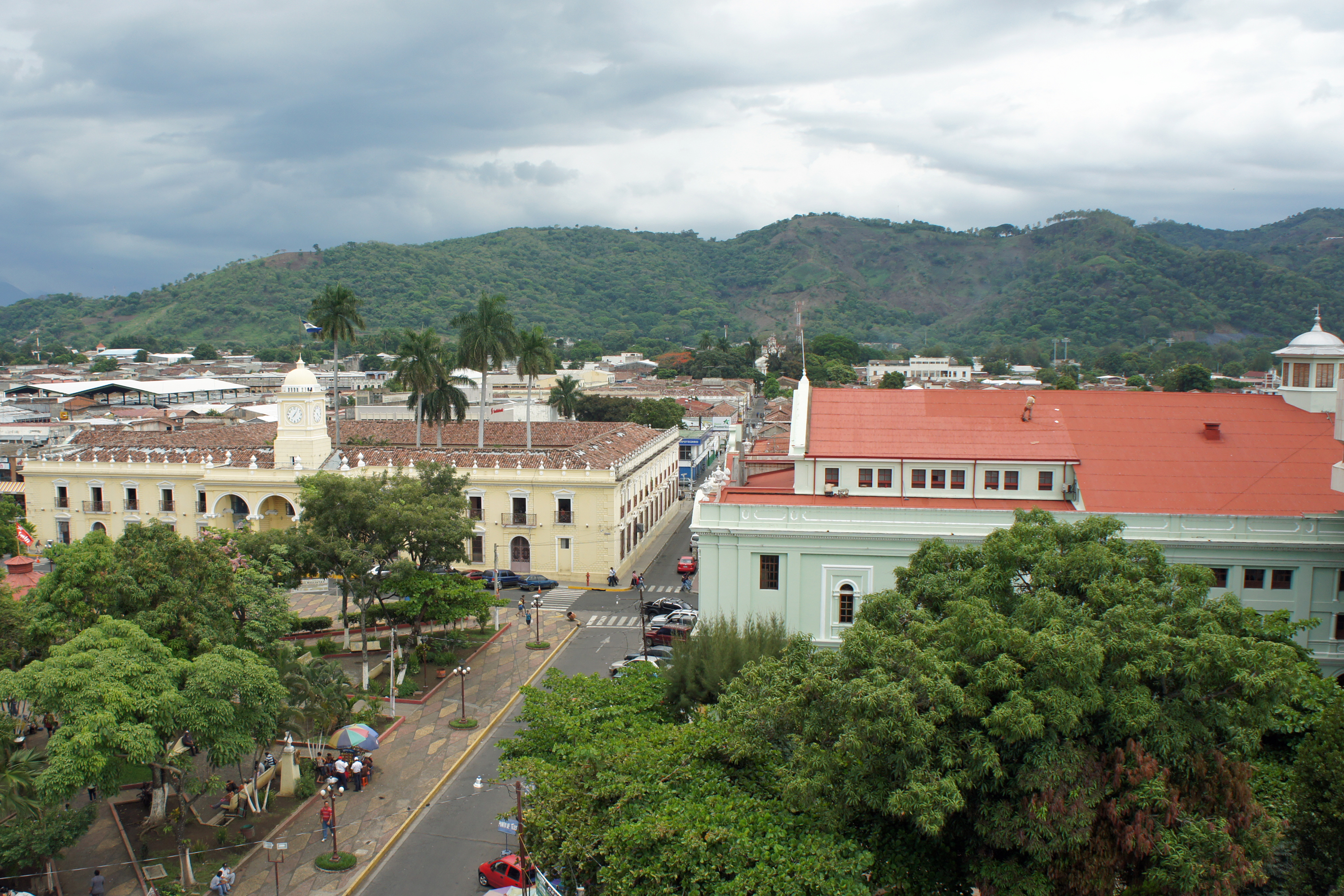
Palacio Municipal y Teatro de Santa Ana, desde la Catedral de Santa Ana, ubicados todos en el centro histórico de la localidad.

Los límites del Centro histórico de la ciudad son aproximadamente los siguientes: la 4.ª calle poniente y oriente al norte, la 9.ª calle poniente y oriente al sur, la 7.ª avenida sur y norte al este y la Avenida José Matías Delgado al oeste (incluyendo la iglesia Santa Lucía); extendiéndose en un total de 157 cuadras o manzanas.
La zona cuenta con un patrimonio histórico y urbanístico tanto habitacional como público, tales como: el Teatro de Santa Ana, la Alcaldía Municipal de Santa Ana, la Catedral de Santa Ana, el Centro de Artes de Occidente, la casa donde vivió el expresidente Pedro José Escalón, la casa del obispo y el Casino Santaneco, entre otros.
La principal plaza del centro histórico es el Parque Libertad, el cual está rodeado por las estructuras principales de la ciudad así como otras edificaciones antiguas. Otra plaza de la ciudad es el parque Menéndez, el cual está rodeado de edificaciones antiguas de la ciudad como la Unidad de Salud: Casa del Niño, la iglesia El Calvario, el Centro de Gobierno de la ciudad, etc.
En total, entre los bienes culturales inmuebles, ubicados en el centro histórico de la ciudad, existen 210 de estilo neoclásicos, 5 de estilo gótico, 64 de estilos neocoloniales, 102 de estilos tradicionales y 170 de estilos actuales.

## Cultura y arte

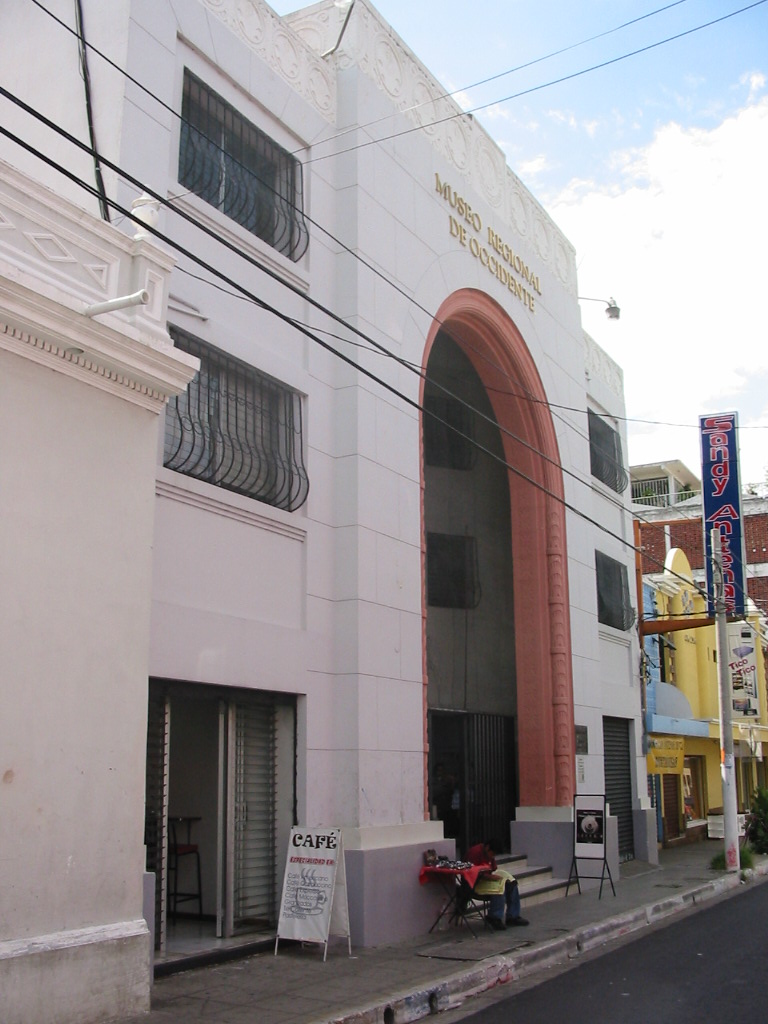
Museo Regional de Occidente.

La cultura de Santa Ana y de todo El Salvador es resultado de la influencia de los pobladores indígenas precolombinos y de la colonización española.
La institución gubernamental que se encarga de preservar y promover la cultura en todo el país es el Ministerio de Cultura. Asimismo, la ciudad cuenta con su propia oficina descentralizada encargada de preservar y promover la cultura y el arte en todo el municipio: la Coordinadora de cultura, recreación, arte y educación (Culturarte).

### Espacios de desarrollo cultural
La ciudad cuenta con su propia Casa de la Cultura, la cual es administrada por la Secretaría de Cultura y se encarga de difundir y promover investigaciones y desarrollar el arte local y de todo el municipio.
Existen centros de enseñanza de cultura y arte, como el Centro de Artes de Occidente desarrollado por la Asociación del Patrimonio cultural de Santa Ana (Apaculsa).

El principal museo es el Museo Regional de Occidente, el cual es un sitio histórico y de cultura y arte; otro museo es el Museo Aja, desarrollado por el movimiento Siglo XXIII, el cual promueve la cultura y el arte popular.
La ciudad posee su propia biblioteca pública, cuya denominación oficial es Biblioteca Pública "David Granadino", la cual es administrada por el Ministerio de Cultura.
Para la presentación de artes escénicas, se cuenta con escenarios importantes, siendo el principal por su tamaño y antigüedad el Teatro Nacional de la ciudad; otros establecimientos para la presentación de artes escénicas son el Cine Principal y el Centro Municipal de Usos Múltiples El Palmar.

### Ocio
En lo referente a entretenimiento —además de poseer parques, canchas, espacios deportivos y balnearios— la ciudad cuenta con varios restaurantes, bares y algunas discotecas, clubes nocturnos y casinos. Por otro lado, la vida nocturna se desarrolla principalmente durante los fines de semana, las Fiestas Julias y Semana Santa.
Entre los primeros lugares dedicados al esparcimiento, destacan el Casino Militar Centroamericano, el Casino Santaneco y el Club Atlético Occidental. El Casino Militar Centroamericano fue construido alrededor de 1906, siendo fundado por el general Luis Gómez; actualmente se encuentra en ruinas. En cambio, el Casino Santaneco es un club social construido en 1896; su diseño fue idea de Santiago Díaz y es utilizado para fiestas, congresos, seminarios y eventos sociales. Por su parte, el Club Atlético Occidental fue construido en 1906 y actualmente se ha convertido en el Centro de Artes de Occidente.

### Escultismo en Santa Ana
La ciudad cuenta con 7 grupos scouts pertenecientes a la Asociación de Scouts de El Salvador, ligada a la Organización Mundial del Movimiento Scout entre los cuales figuran: 
- Grupo #19 en la Colonia Santa Ana Norte, se reúnen en la Parroquia Nuestra Señora de Lourdes de la misma colonia.
- Grupo #24 en el Complejo Deportivo contiguo al Colegio Salesiano San José
- Grupo #36 en el Centro Escolar Prof. Martín Romeo Monterrosa en la Aldea San Antonio
- Grupo #60 en el Turicentro Sihuatehuacán
- Grupo #78 en el Estadio Municipal Oscar Alberto Quiteño en la Colonia Altamira
- Grupo #123 en el Centro Escolar INSA Bachillerato Industrial de la Colonia El Palmar
- Grupo #143 en el Multideportivo INDES del Barrio San Juan

Estos grupos desempeñan actualmente una fuente de recreación y ocio para niños jóvenes y adultos reuniéndose en distintos puntos de la ciudad.

### Artesanía y gastronomía
Santa Ana destaca en producciones artesanales como la piñatería, hojalatería, floristería y ebanistería, entre otras. En cuanto a su gastronomía, cuenta, además de la gastronomía típica de todo el país, con su propio arte culinario conformado por dulces típicos llamados acitrones, los cuales son resultantes de la mezcla de varias clases de frutas, panela y azúcar.
La ciudad posee su propio mercado permanente de artesanías y de dulces típicos, el cual se sitúa cerca del centro histórico de la ciudad y donde se venden productos locales y provenientes de otros departamentos.

### Literatura
Durante la colonización española, surgió una corriente esporádica de la literatura religiosa conformada por tratados teológicos dirigidos para un grupo lector reducido y selecto, usualmente publicadas en Europa. Dentro de estos escritores sobresale la figura del jesuita santaneco Juan Antonio Arias, autor de tratados como Misteriosa sombra de las primeras luces del divino Osiris y Jesús recién nacido.
Fue hasta la segunda mitad del siglo XIX cuando nació y se empezó a desarrollar la literatura salvadoreña propiamente dicha. Entre los escritores nacidos en ese siglo, destacan los poetas: Juan José Bernal, José Valdés, Isaura Lara y Florinda González.
Entre los escritores nacidos en la ciudad en el siglo XX, destacan: los poetas Miguel Ángel Espino, Álvaro Menen Desleal, David Escobar Galindo, Pedro Geoffroy Rivas, y el historiador Jorge Lardé y Larín, entre otros.

### Música

#### SigloXIX
En 1850, el gobernador del entonces departamento de Sonsonate (que cubría toda la zona occidental y tenía su cabecera en Santa Ana) Miguel Sáizar, menciona que, para los festejos del aniversario la independencia, la municipalidad organizó en la plaza central (hoy parque Libertad) una orquesta con instrumentos de cuerdas que se encargaría de amenizar con piezas de la época, a la vez que entonaban canciones varios jóvenes aficionados preparados por el maestro de capilla (probablemente el maestro José María Delgado, quien seis y ocho años después abriría su escuela de música, en la que también tendría alumnos provenientes de Guatemala como Eustaquio y Ascensión Guillén y Anastasio Narváez).
Por inicios de 1858, el maestro José María Delgado fundaría la banda militar de Santa Ana; dicha agrupación se presentaría en las fiestas julias que en ese año se celebraron en diciembre. Más adelante, en 1876, la banda sería dirigida brevemente por Nemesio Moraga (hermano de Fray Felipe de Jesús Moraga, cuando se celebraría en la ciudad el cumpleaños del presidente Rafael Zaldívar. A partir de 1880, la banda sería dirigida en dos períodos por el italiano Juan Aberle (compositor del himno nacional). En 1894 su director sería el cubano José Mauri, quien había venido al país con una compañía de zarzuela que se disolvió por la revolución de los 44. En 1896 vendría a dirigirla el holandés José Kessels, quien fue contratado en París por el gobierno del país (entonces dirigido por Rafael Antonio Gutiérrez) y con quien la agrupación llegaría a ser reconocida como la segunda banda más importante del país.
En 1886, Juan Aberle fundaría dos estudiantinas (conjunto musical de estudiantes universitarios) una de las cuales estaría conformada por varones (que también haría presentaciones en Honduras), en la que estarían: Pedro y Rafael Paz, Abel Peña, Manuel Calderón, Abel Hernández, Carlos y Rodolfo Cordón, Javier y Trinidad Díaz, Pedro León, y Cipriano Vides; y la otra por señoritas, en la que estarían: Teresa Carbia, Anita Valle, Trinidad Regalado, y Josefina Sandoval. Otra estudiantina sería fundada en 1887, que se llamaría Lira de Euterpe y sería dirigida por Aberle y Nemesio Moraga.
En 1888, la municipalidad decidiría abrir una escuela de Música que sería dirigida por Pío Paredes, pero que cerraría a inicios de la década de 1890 por falta de recurso. En 1892 Juan Daniel Alas (padre del compositor Ciriaco de Jesús Alas; y que fue alumno de José Escolástico Andrino, fundador de la primera escuela de música en el país en 1845) reinauguraría la escuela con el nombre de Sociedad Lírica Santaneco; esta persistiría hasta 1897 cuando cerraría por falta de recursos; entonces José Kesels escogería a los más destacados en esa institución para formar parte de la banda militar, ellos serían: Filadelfo Mirón, Miguel Menéndez, Antonio Sánchez, Joaquín Alvarado, y David Granadino, siendo este último el que más destacaría al ser el compositor del vals «Bajo el almendro».

#### SigloXXyXXI
En 1910, José Luis Delgado padre fundaría en Santa Ana la primera agrupación con marimba de dos teclados del país, que en principio se llamaría Marimba Cuscatleca y poco después pasaría a llamarse Marimba Nima Quiche. Esta marimba, en 1913, realizaría una gira por El Salvador y Centroamérica; y tendría en su repertorio música clásica, de concierto y bailable. Con ello iniciaría el apogeo de la marimba que se extendería hasta la década de 1930, cuando algunas se convirtirían en marimbas-orquestas y luego en la siguiente década en orquestas de salón; una de ellas sería la agrupación Alma Santaneca de la familia Lechuga (fundada por Tanis Lechuga en 1936 y luego continuada por su hijo Roberto Lechuga).
Entre otras agrupaciones surgidas en la primera mitad del siglo XX (ya sean orquestas, clásicas o populares, o tríos) están: el Orfeón de Santa Ana (dirigido por Humberto Pacas), Orquesta Lírica Santaneca (en la que David Granadino tocaba el contrabajo), la Orquesta Mecca, la Orquesta Belkis, y el Trío Nocturnal (integrado por Antonio Trujillo Vacaro, Francisco Escobar Ramos, y José Carlos Mejía). Asimismo, en la ciudad es donde nacería Pancho Lara (autor de música de carácter costumbrista como «El Carbonero» (considerado el segundo himno de El Salvador), «Las Cortadoras», «El Pregón de los Nísperos», «Los Zopilotes», y «Canto a mi raza») y Francisco Palaviccini (creador del estilo musical llamado Xuc, y temas como «Adentro Cojutepeque» o «Santa Ana mía»); mientras que en la banda militar se destacaría como director el salvadoreño Alejandro Muñóz Ciudad Real.
En las décadas de 1960 y 1970 se daría la época de oro de la música nacional, y en la ciudad surgirían agrupaciones como Los Rebeldes, Grupo Feo, Los New Comets, Los T.N.T, y Los Christians. Este último, qué destacaría tanto a nivel nacional como centroamericano, sería fundado por iniciativa del entonces párroco de la iglesia San José Obrero Clemente Barrera; entre sus integrantes estarían Ernesto Vega, Luis Contreras, Ana María Ortiz, Berta Alicia Ramos, Mario Mejía, Luis Jiménez, Carlos Villalta, Koky Madrid y Leonardo Cáceres; destacaría por canciones como: «Me voy para Santa Ana», «En mi mundo», «Toca tres veces», etc; y en total grabarían 15 sencillos de 45 RPM y 3 LP (de melodías originales y arreglos musicales).
Para inicios del siglo XXI, entre los artistas musicales destacados de la localidad se encuentran el grupo de rock latino Frigüey (surgido en 1996), con canciones como «Cumbiatón», «Cuando te veo», y «Toma».

### Fiestas Julias

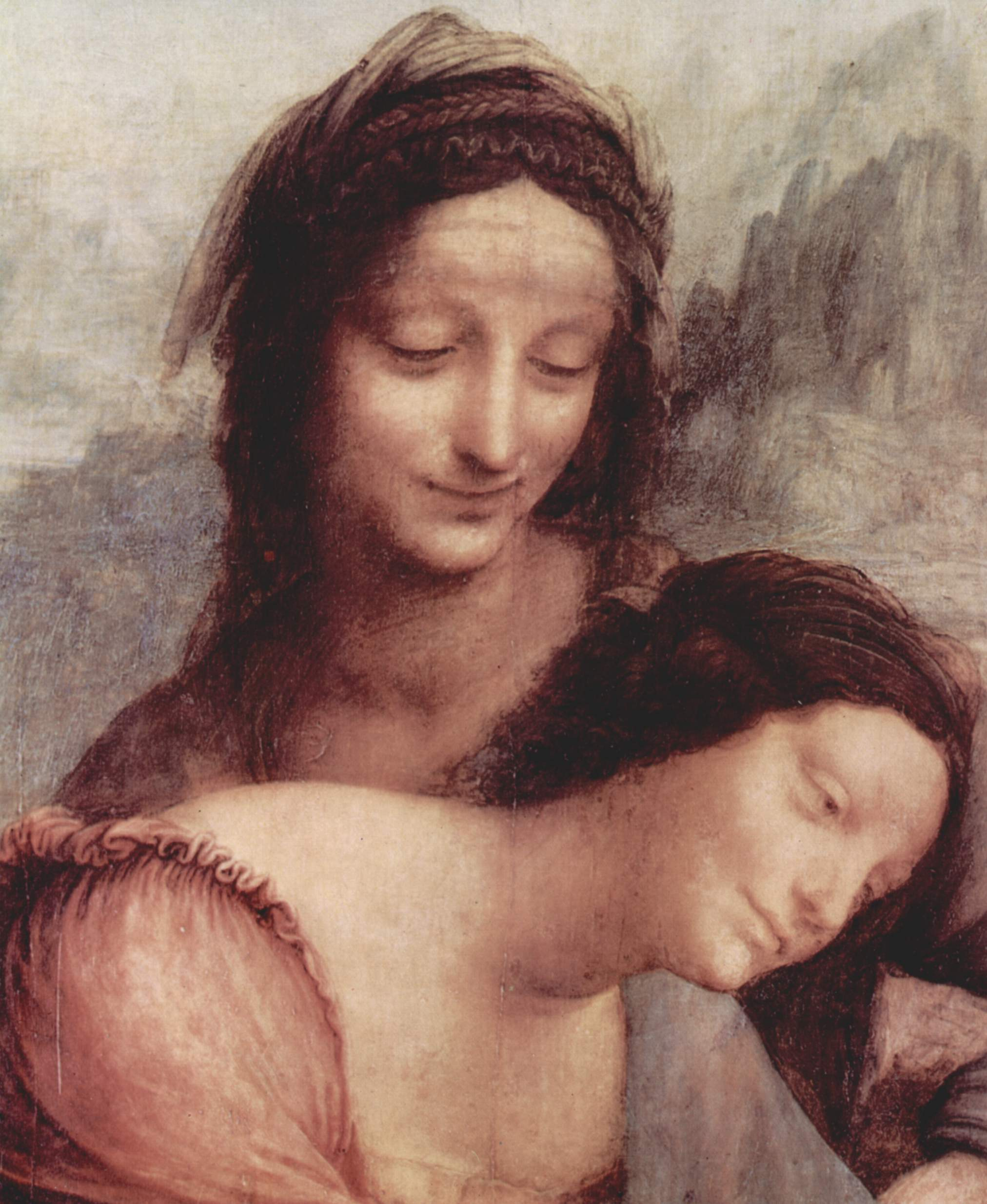
Santa Ana junto a la Virgen María.

Las Fiestas Julias son las fiestas patronales de la localidad en honor a Señora Santa Ana. Inician el 17 de julio y terminan por lo general el 26 de julio.

La celebración es un importante atractivo turístico y económico, destacándose las ferias, entre ellas "la ganadera", "la feria del dulce" y de "las artesanías"; además del campo de la feria, el cual incluye: juegos mecánicos, gastronomía, loterías, circos y demás atracciones temporales propias de toda fiesta patronal del país.

Dentro del contexto de las Fiestas Julias, hay misas, desfiles, exposiciones musicales y artísticas; y también fiestas organizadas por una determinada institución, tales como la policía, la fuerza armada, las procuradurías, los bomberos y las cooperativas. El último día de las fiestas culmina con la procesión de la estatua de Señora de Santa por toda la ciudad.

## Galería

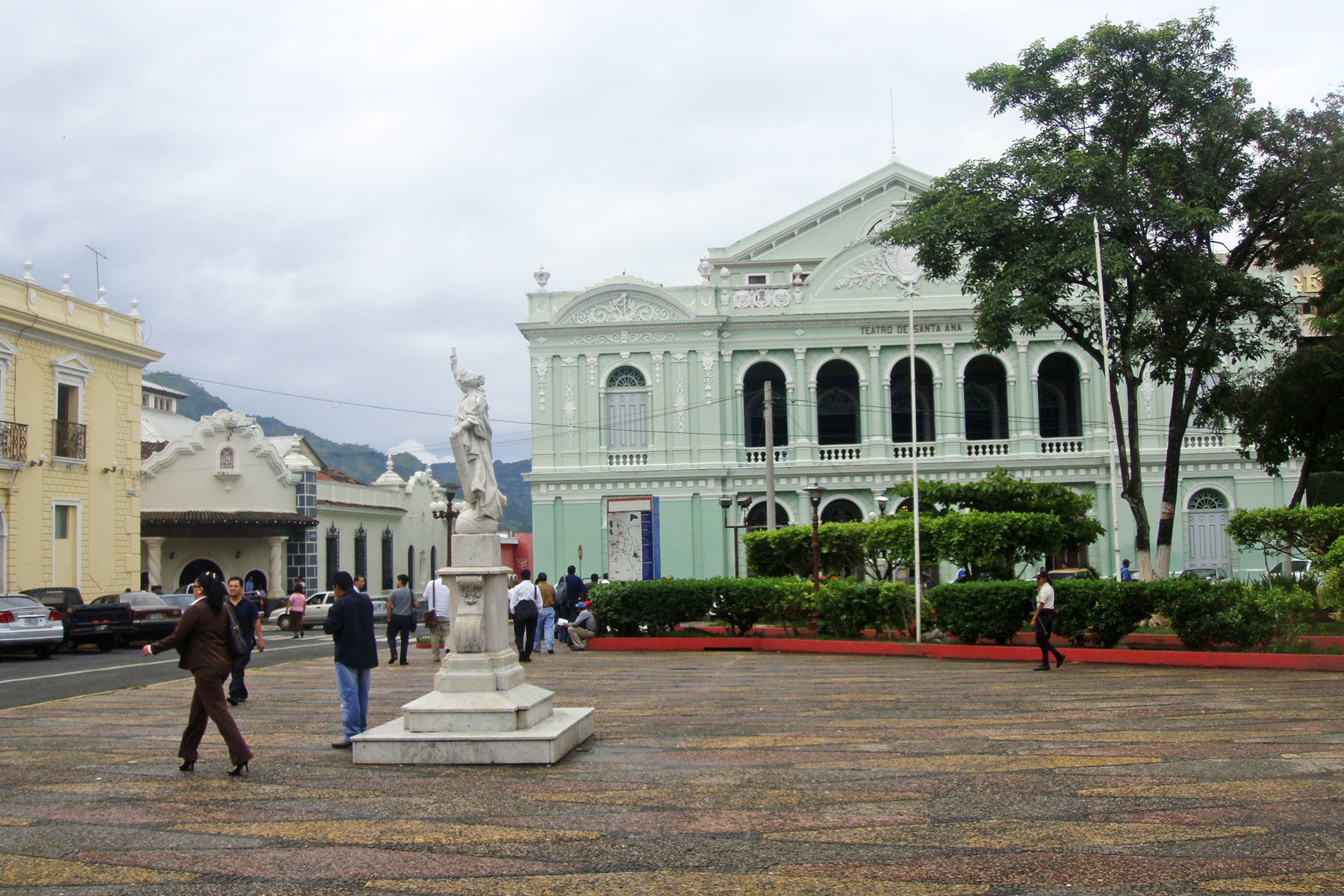
Teatro de Santa Ana y Monumento a La Libertad
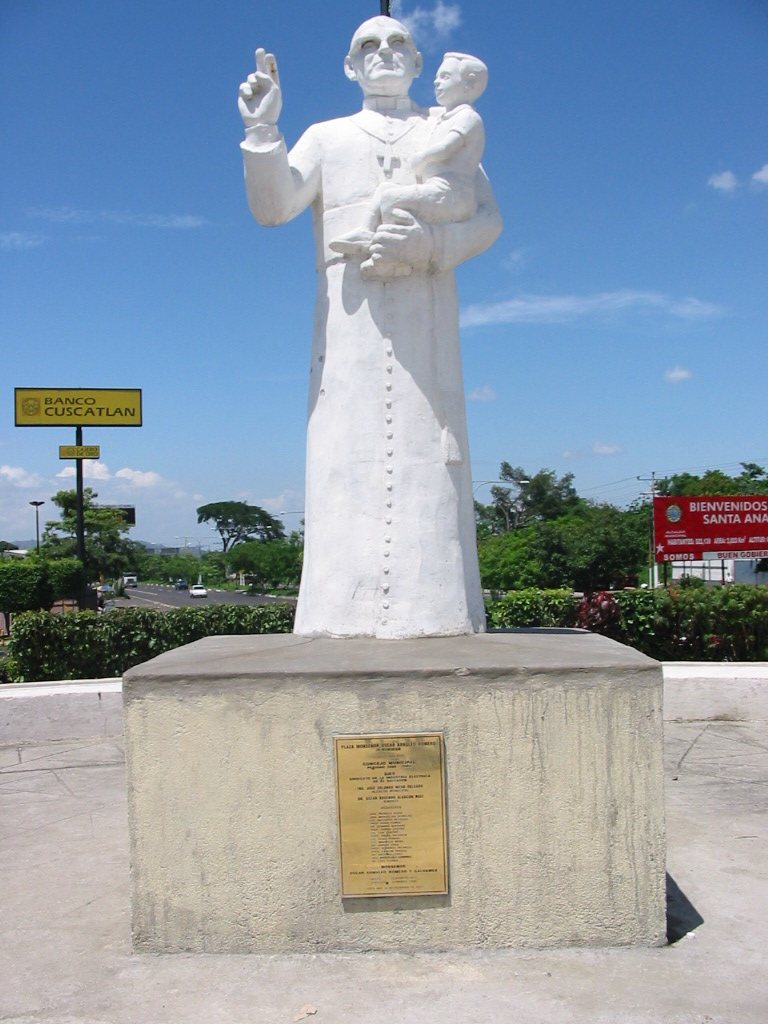
Monumento a Monseñor Óscar Romero
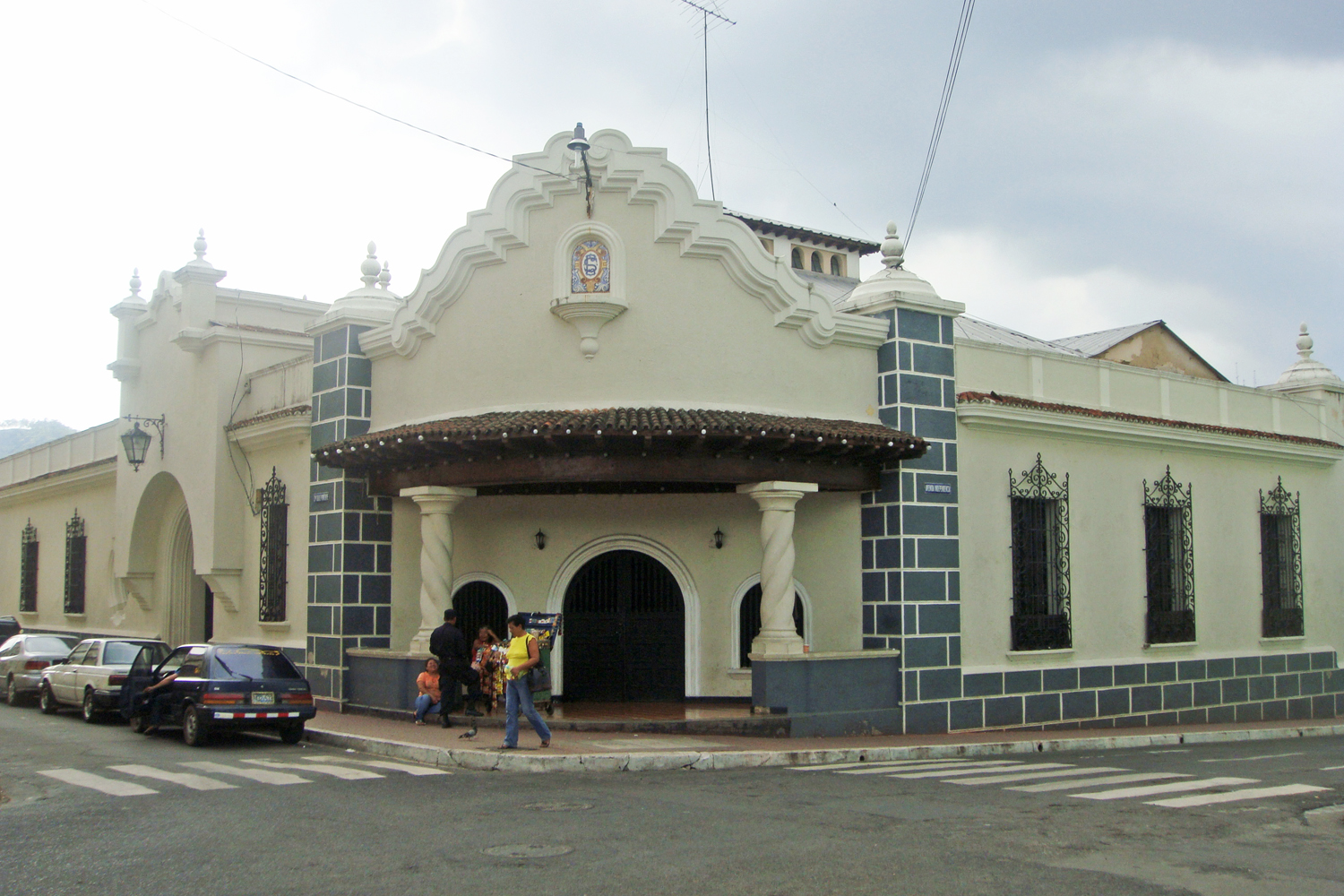
Casino Santaneco
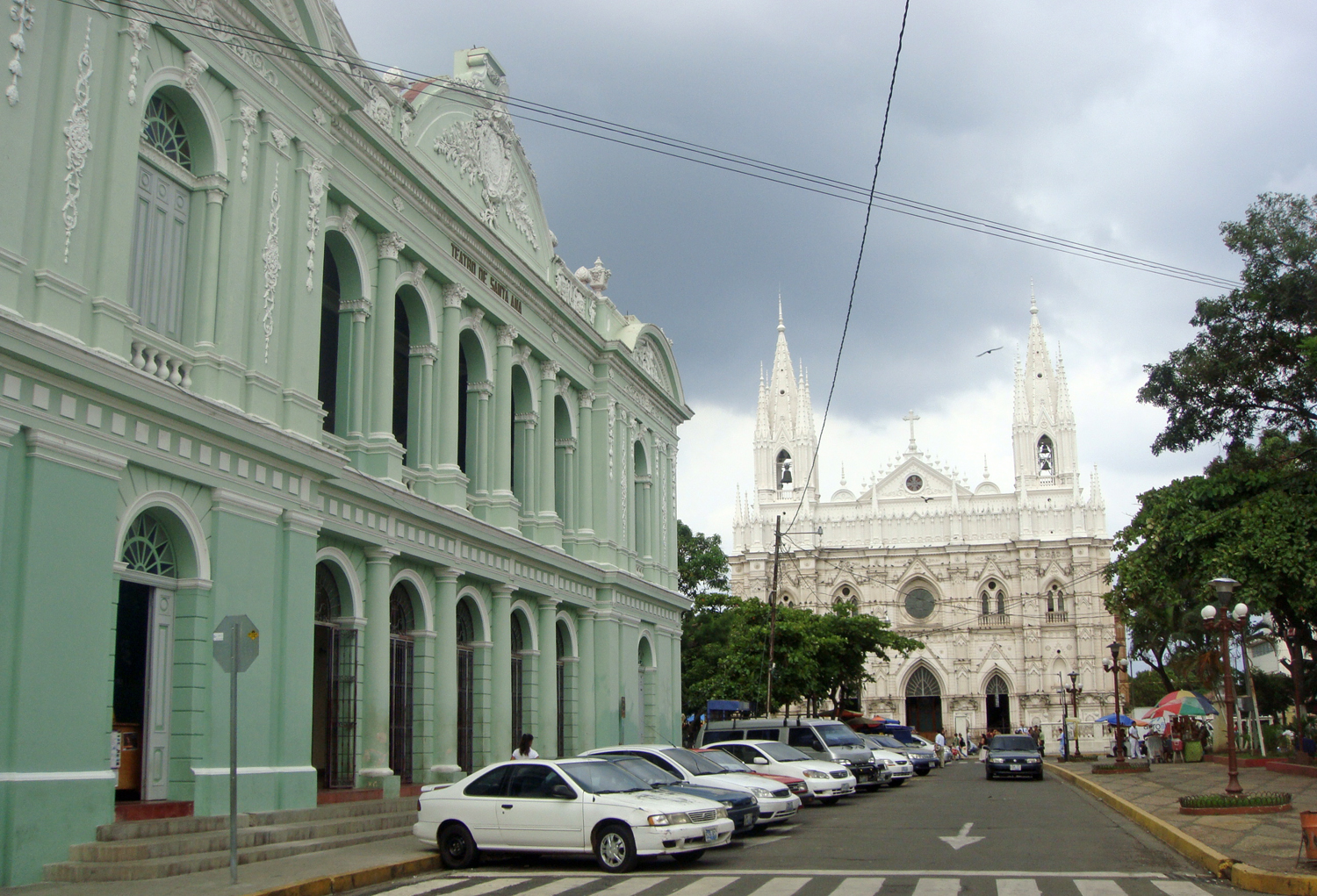
Teatro de Santa Ana y Catedral
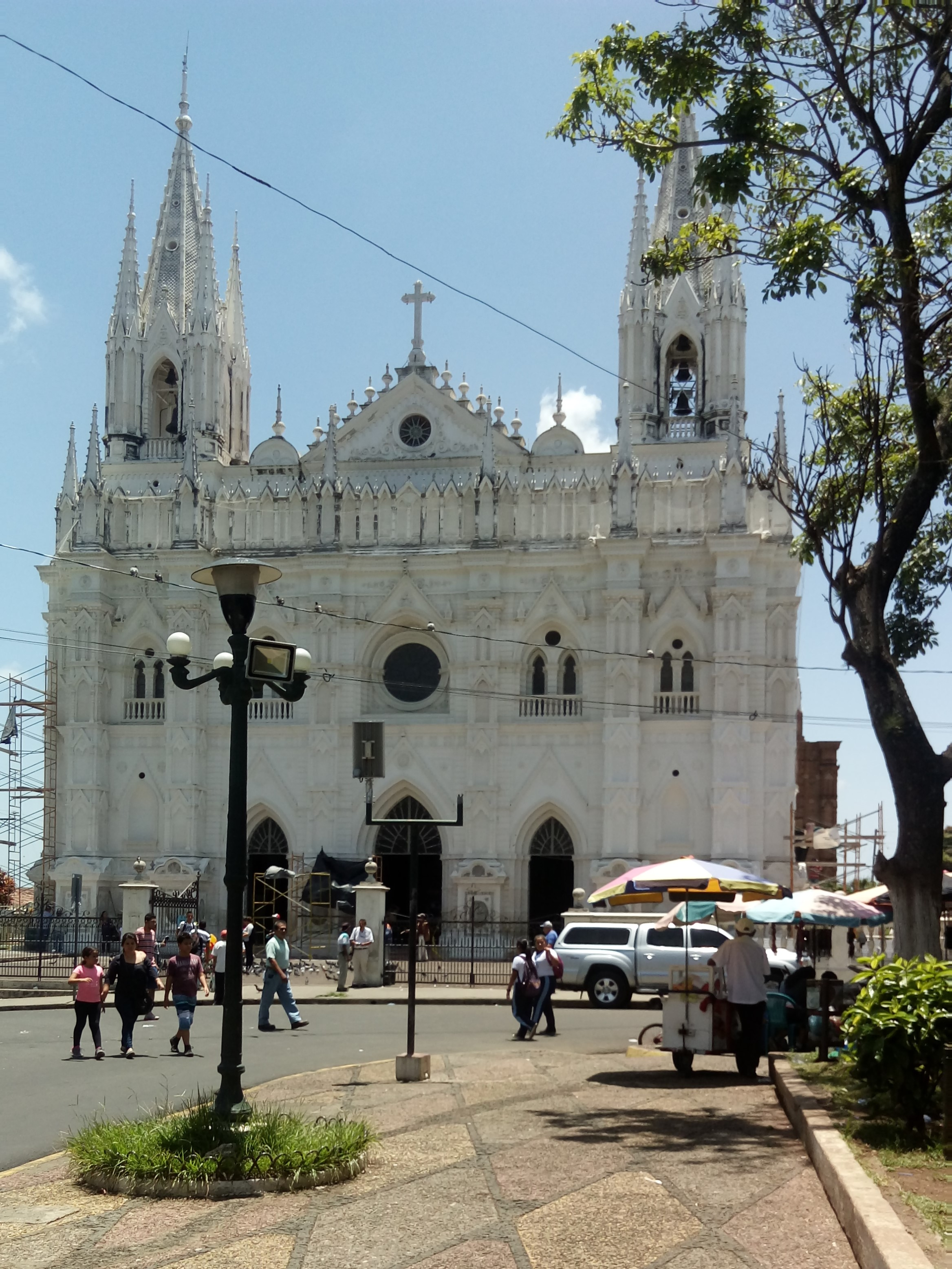
Fachada de Catedral de Santa Ana
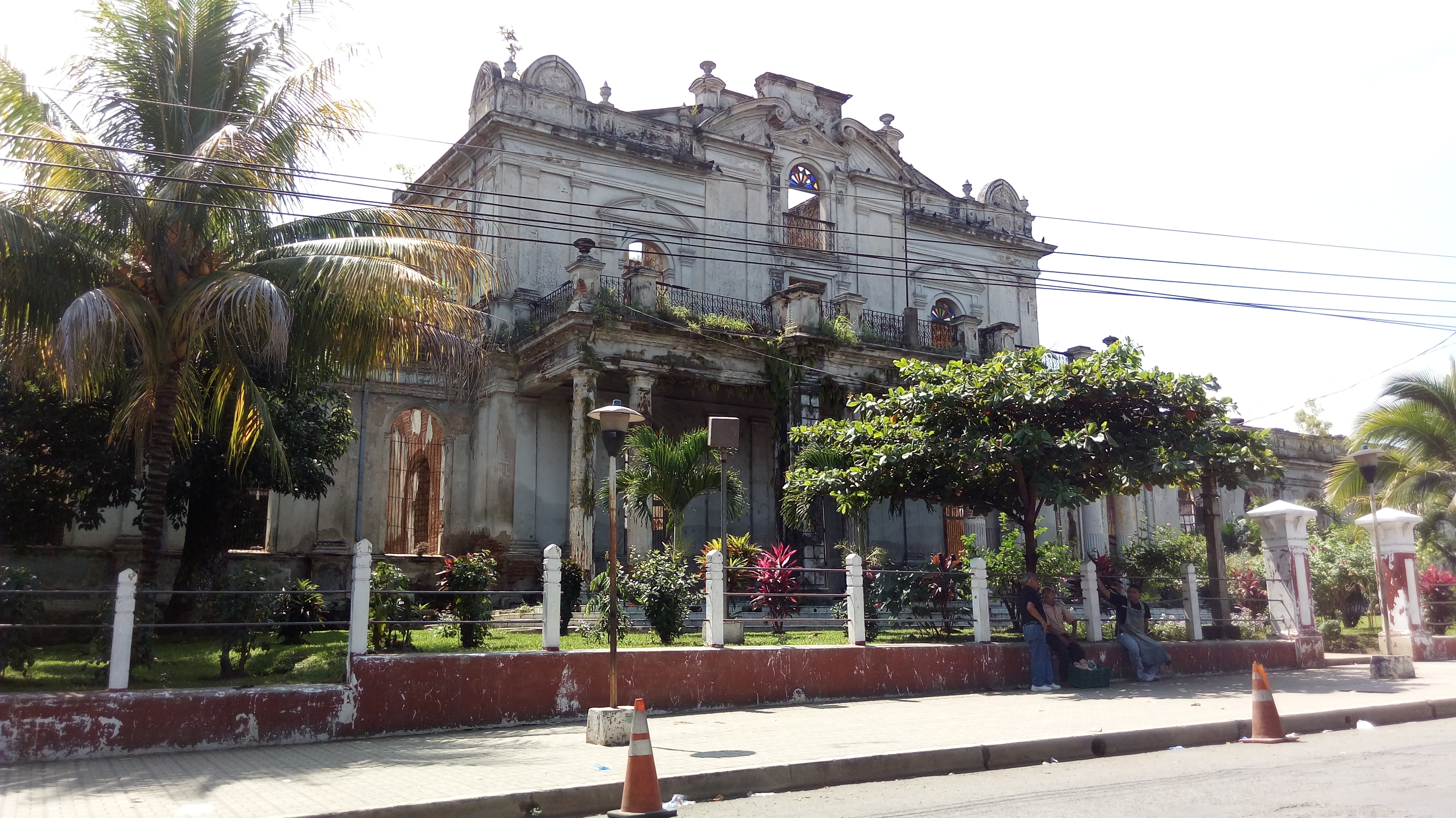
Fachada de ex-escuela José Mariano Méndez frente a parque Colón, Santa Ana

## Deporte
El deporte más popular de Santa Ana, como en todo el país, es el fútbol. El equipo más importante de la ciudad es el Club Deportivo FAS de la Primera división de El Salvador. Algunos de los momentos más importantes de la historia del fútbol en la ciudad son:
- En 1899 se juega en Santa Ana el primer partido de fútbol documentado en El Salvador.
- En 1923 es fundado el equipo Azul y Blanco, el primer equipo de fútbol de Santa Ana.
- En 1930 más equipos son fundados en el departamento: Atlas, CD Occidental, Olimpic, Excelsior, Los 44, Iberia, Unión, Cosmos, Ral, Colón, Santa Lucía y Colombia.
- El 16 de febrero de 1947, estos equipos se reunieron en la finca Las Cruces, donde acordaron unirse bajo el nombre de Futbolistas Asociados Santanecos (FAS).[157]

Entre los deportistas destacados de la ciudad de Santa Ana, se encuentran: la nadadora Graciela Villa y los ciclistas David Arnulfo Miranda y Evelyn García, entre otros.
| Equipos deportivos principales | Equipos deportivos principales         |
| Deporte                        | Nombre del Equipo deportivo            |
| ------------------------------ | -------------------------------------- |
| Fútbol                         | Futbolistas Asociados Santanecos (FAS) |
| Baloncesto                     | Santa Ana                              |
| Voleibol                       | Santa Ana                              |

### Espacios deportivos
El primer lugar recreativo de la ciudad que funcionó como espacio deportivo fue la Finca Modelo, ubicada en donde posteriormente se construiría el polideportivo INDES, la cual fue construida en 1901. También fue la primera sede y lugar de entrenamiento del Club Deportivo FAS.
Entre los lugares deportivos más importantes en la ciudad de Santa Ana se encuentran: el estadio Óscar Quiteño, polideportivo INDES (ubicado en la ex Finca Modelo), Club Deportivo Santaneco (conocido popularmente como El Deportivo) y el Gimnasio Santaneco (también conocido como Gimnasio David Jorge Mojica).
Asimismo, en el municipio existen canchas para la práctica de baloncesto, voleibol, tenis, piscinas para natación, pistas de atletismo, y pistas de patinaje, entre otros.

## Religión

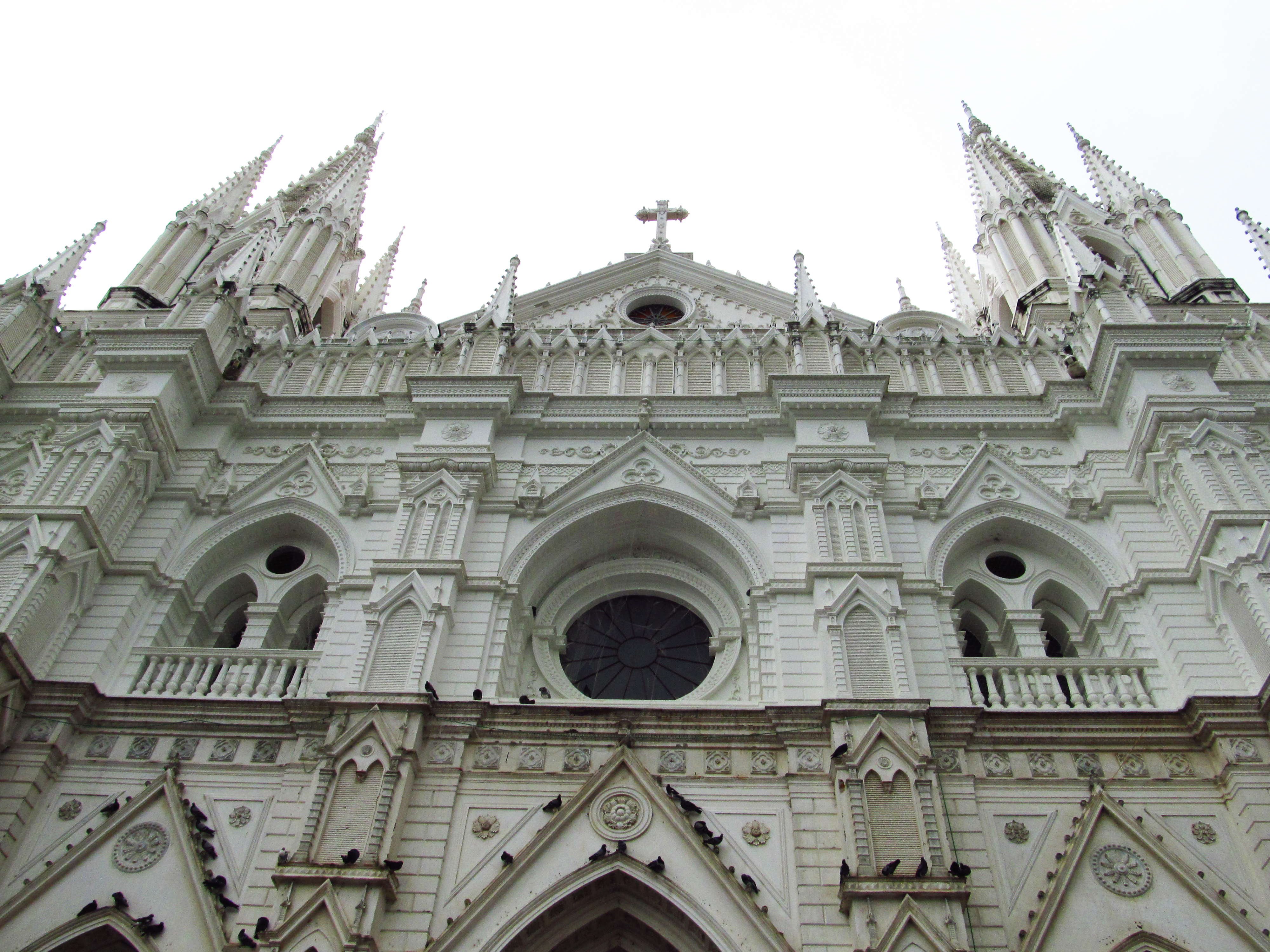
Fachada principal de la Catedral de Santa Ana.

En lo que se refiere a religión, al igual que en el resto del país, la población practica en su mayoría el catolicismo, siendo la ciudad sede de la diócesis de Santa Ana, que abarca los departamentos de Santa Ana y Ahuachapán. Dicha diócesis forma parte de la Provincia eclesial de El Salvador.
Entre sus templos católicos más importantes destacan: la catedral de Santa Ana, lugar donde se encuentra la imagen de la patrona de la ciudad; la iglesia El Calvario, reconstruida a finales del siglo XIX por Fray Felipe de Jesús Moraga, la cual fue destruida parcialmente por el terremoto del 13 de enero de 2001, y reconstruida posteriormente; la iglesia El Carmen, administrada por los sacerdotes dominicos desde 1929; la iglesia de Santa Lucía; la iglesia San Lorenzo, la iglesia Santa Bárbara; la parroquia Madre del Salvador, y la iglesia San José Obrero.
También existen varias iglesias protestantes, que han visto aumentada su afluencia de creyentes y ya forman parte importante de la fe popular destacando entre ellas Templo Bethel de las Asambleas de Dios fundada en la década de 1930 y que cuenta con el alrededor de 2000 miembros. Otras denominaciones de origen protestante tales como La Iglesia de Jesucristo de los Santos de los Últimos Días (mejor conocidos como mormones), y los Testigos de Jehová, también tienen sitio en el municipio y la ciudad de Santa Ana.
| religión                        | Porcentaje | Total de Población |
| ------------------------------- | ---------- | ------------------ |
| Católicos                       | 50 %       | 135 206            |
| Protestantes                    | 41 %       | 110 869            |
| Otras religiones o sin religión | 8 %        | 21 633             |

## Ciudades hermanadas y acuerdos de colaboración
La ciudad de Santa Ana tiene como Ciudades hermanadas las siguientes ciudades:
- Alicante, España
- La Ceiba, Honduras[169]
- Santa Ana (California), Estados Unidos[170]
- León, Nicaragua[171]
- Piracicaba, Brasil[172]
- Miramar (Florida), Estados Unidos[173]
- Gävle, Suecia[174]
- Nueva Trinidad, El Salvador[175]
- Nejapa, El Salvador[175]
- Acajutla, El Salvador[175]

Además, la ciudad de Santa Ana cuenta con acuerdos de colaboración con las siguientes ciudades:
- Florencia, Italia[176]